# روان‌شناسی فرگشتی
روان‌شناسی فرگشتی (به انگلیسی: Evolutionary psychology)، یک رویکرد نظری در روان‌شناسی است که شناخت و رفتار را از دیدگاه فرگشت نوین بررسی می‌کند. به دنبال شناسایی سازگاری (زیست‌شناسی) و سازگاری روانی انسان با توجه به مشکلات اجدادی است که برای حل آنها فرگشت یافته‌اند. در این چارچوب، ویژگی‌ها و سازوکارهای روان‌شناختی یا محصول عملکردی انتخاب طبیعی و انتخاب جنسی در انسان هستند یا محصول جانبی غیرسازگاری صفات سازگار دیگر هستند.
تفکر سازگاری‌گرایی دربارهٔ مکانیسم‌های فیزیولوژیک مانند قلب، ریه‌ها و کبد در زیست‌شناسی فرگشتی رایج است. روان‌شناسان فرگشتی همین تفکر را در روان‌شناسی به کار می‌برند و استدلال می‌کنند که همان‌طور که قلب برای پمپاژ خون و کبد برای سم‌زدایی سموم فرگشت یافته‌است، ذهن پیمانه‌ای است زیرا مکانیسم‌های روان‌شناختی مختلفی برای حل مشکلات سازگاری متفاوت فرگشت یافته‌است. این روان‌شناسان فرگشتی استدلال می‌کنند که بسیاری از رفتارهای انسانی خروجی سازگاری روانی‌هایی است که برای حل مشکلات مکرر در محیط‌های اجدادی انسان فرگشت یافته‌اند.
برخی از روان‌شناسان فرگشتی استدلال می‌کنند که نظریهٔ فرگشت می‌تواند چارچوبی اساسی فرانظریه ارائه دهد که کل حوزه روان‌شناسی را به همان شیوه‌ای که زیست‌شناسی فرگشتی برای زیست‌شناسی ارائه کرده‌است، یکپارچه کند.
روان‌شناسان فرگشتی معتقدند که رفتارها یا ویژگی‌هایی که به‌طور جهانی در همه فرهنگ‌ها رخ می‌دهند، نامزدهای خوبی برای سازگاری‌های فرگشتی هستند، شامل توانایی استنباط عواطف دیگران، تشخیص خویشاوندان از غیر خویشاوندان، شناسایی و ترجیح همسران سالم‌تر و همکاری با دیگران. یافته‌هایی در رابطه با رفتار اجتماعی انسان مرتبط با الگوهای کودک‌کشی، هوش، ازدواج، بی‌قیدی جنسی، ادراک زیبایی، شیربها، و سرمایه‌گذاری والدین (زیست‌شناسی) وجود دارد. نظریه‌ها و یافته‌های روان‌شناسی فرگشتی در بسیاری از زمینه‌ها از جمله اقتصاد، محیط زیست، بهداشت، حقوق، مدیریت، روان‌پزشکی، سیاست و ادبیات کاربرد دارند.
نقد روان‌شناسی فرگشتی شامل پرسش‌های دربارهٔ آزمون‌پذیری، مفروضات شناختی و فرگشتی (مانند عملکرد پیمانه‌ای مغز، و عدم اطمینان زیاد در مورد محیط اجدادی)، اهمیت توضیح‌های غیرژنتیکی و غیرسازگاری، و همچنین مسائل سیاسی و اخلاقی ناشی از تفاسیر نتایج تحقیق است. روان‌شناسان فرگشتی اغلب با چنین انتقادهایی درگیر می‌شوند و به آنها پاسخ می‌دهند.

## دامنه

### اصول
روان‌شناسی فرگشتی رویکردی است که طبیعت انسان را محصول مجموعه‌ای از سازگاری‌های روان‌شناختی فرگشت‌یافته با مشکلات مکرر در محیط اجدادی می‌داند. طرفداران پیشنهاد می‌کنند که این رشته به دنبال ادغام روان‌شناسی در علوم طبیعی دیگر است و ریشه در نظریه فرگشت و در نتیجه درک روان‌شناسی به عنوان شاخه‌ای از زیست‌شناسی دارد. انسان‌شناس جان توبی و روان‌شناس لدا کاسمیدز بیان کرده‌اند:
روان‌شناسی فرگشتی یک تلاش علمی طولانی‌مدت برای جمع‌آوری از رشته‌های انسانی ازهم گسیخته، پراکنده و متضاد متقابل، یک چارچوب تحقیقاتی یکپارچه و منطقی برای علوم روانی، اجتماعی و رفتاری - چارچوبی که نه تنها علوم فرگشتی را به‌طور کامل و برابر دربر می‌گیرد، بلکه به‌طور سیستماتیک تمام اصلاحات موجود در باورها و عملکردهای پژوهشی را که چنین ترکیبی نیاز دارد، انجام می‌دهد.
همان‌طور که فیزیولوژی انسان و فیزیولوژی فرگشتی، برای شناسایی سازگاری‌های فیزیکی بدن که نشان‌دهندهٔ «ماهیت فیزیولوژیک انسان است» کار کرده‌اند، هدف روان‌شناسی فرگشتی نیز شناسایی سازگاری‌های هیجانی و شناختی فرگشت یافته‌است که نشان‌دهندهٔ «ماهیت روان‌شناختی انسان» است. به گفته استیون پینکر «این نه یک نظریه واحد، بلکه مجموعه بزرگی از فرضیه‌ها و اصطلاح‌هایی است که به شیوه خاصی از کاربرد نظریه فرگشتی در ذهن، با تأکید بر سازگاری، انتخاب و پیمانه‌ای بودن در سطح ژن نیز اشاره دارد.» روان‌شناسی فرگشتی درکی از ذهن را اتخاذ می‌کند که مبتنی بر [نظریه محاسباتی] ذهن است. فرآیندهای ذهنی را به عنوان عملیات محاسباتی توصیف می‌کند، به طوری که، برای مثال، یک پاسخ ترس به عنوان ناشی از یک محاسبات عصبی توصیف می‌شود که داده‌های ادراکی را وارد می‌کند. به عنوان مثال، یک تصویر بصری از یک عنکبوت، و خروجی واکنش مناسب، ترس از جانوران احتمالاً خطرناک است. بر اساس این دیدگاه، هرگونه دامنه یادگیری عمومی به دلیل انفجار ترکیبی غیرممکن است. روان‌شناسی فرگشتی حوزه خود را به عنوان مشکلات بقا و تولیدمثل مشخص می‌کند.
در حالی که فیلسوفان عموماً ذهن انسان را شامل توانایی‌های گسترده‌ای مانند عقل و شهوت می‌دانند، روان‌شناسان فرگشتی، مکانیسم‌های روان‌شناختی فرگشت‌یافته را این‌گونه توصیف می‌کنند که تمرکز محدودی برای مقابله با موضوعات خاص دارند، مانند دستگیری افراد متقلب یا انتخاب همسر دارد. این رشته مغز انسان را شامل مکانیسم‌های عملکردی بسیاری می‌داند به نام «سازگاری‌های روانی» یا مکانیسم‌های شناختی فرگشت‌یافته یا «ماژول‌های شناختی»، که توسط فرایند انتخاب طبیعی برنامه‌ریزی شده‌است. مثال‌ها عبارتند از: اکتساب زبان، اثر وسترمارک، عملکرد انتخاب واسون، هوش و اولویت‌های جفت‌گیری خاص، مکانیسم‌های جستجوی غذا، مکانیسم‌های ردیابی اتحاد، مکانیسم‌های تشخیص عامل، و موارد دیگر. برخی مکانیسم‌ها، که دامنه ویژه نامیده می‌شوند، با مشکلات سازگاری مکرر در طول تاریخ فرگشت بشر سروکار دارند. از سوی دیگر مکانیسم‌های دامنه یادگیری عمومی برای مقابله با تازگی فرگشتی پیشنهاد شده‌است.
روان‌شناسی فرگشتی ریشه در روان‌شناسی شناختی و زیست‌شناسی فرگشتی دارد، اما از بوم‌شناسی رفتار، هوش مصنوعی، ژنتیک، رفتارشناسی جانوران، انسان‌شناسی، باستان‌شناسی، زیست‌شناسی، و جانورشناسی استفاده می‌کند. ارتباط نزدیکی با زیست‌جامعه‌شناسی دارد. اما تفاوت‌های کلیدی بین آنها وجود دارد، از جمله تأکید بر مکانیسم‌های «دامنه ویژه» به جای «دامنه عمومی»، ارتباط معیارهای فعلی برازش، اهمیت نظریه عدم تطابق فرگشتی و روان‌شناسی به جای رفتار.
نیکولاس تینبرگن چهار پرسش تینبرگن می‌تواند به روشن شدن تمایز بین چندین نوع توضیح متفاوت، اما مکمل کمک کند.
روان‌شناسی فرگشتی در درجه اول بر چرا؟ تمرکز می‌کند. در حالی که روان‌شناسی سنتی بر چگونه؟ تمرکز دارد. پرسش‌ها
|                                                       |                                                             | چشم‌انداز پیاپی در برابر ایستا                                           |                                                                                            |
| تاریخی/توسعه‌ای توضیح شکل کنونی بر حسب یک توالی تاریخی | شکل کنونی توضیح شکل کنونی گونه                              |                                                                         |                                                                                            |
| پرسش‌های چگونه در برابر پرسش‌های چرا                    | تقریبی چگونه ساختارهای یک موجود زنده                        | آنتوژن توضیحات توسعه‌ای برای تغییر در افراد، از دی‌ان‌ای تا شکل کنونی آنها | مکانیسم توضیحات مکانیکی برای شیوه عملکرد ساختارهای یک موجود زنده                           |
| پرسش‌های چگونه در برابر پرسش‌های چرا                    | فرگشتی چرا یک گونه ساختارهای (سازگاری) خود را فرگشت داده‌است | تبارزایی تاریخچه فرگشت تغییرهای پیاپی در یک گونه طی چندین نسل           | سازگاری یک ویژگی گونه‌ای که برای حل یک مشکل تولیدمثلی یا بقا در محیط اجدادی فرگشت یافته‌است. |

### فرضیه‌ها
روان‌شناسی فرگشتی بر چندین فرض اصلی بنا شده‌است:
1. مغز یک دستگاه پردازش اطلاعات است و در پاسخ به ورودی‌های بیرونی و درونی رفتار را ایجاد می‌کند.[۴][۲۰]
2. سازوکار سازشی مغز توسط انتخاب طبیعی و جنسی شکل گرفته‌است.[۴][۲۰]
3. سازوکارهای عصبی گوناگونی برای حل مشکلات فرگشتی گذشته آدمی اختصاصی شده‌اند.[۴][۲۰]
4. مغز سبب فرگشت سازوکارهای عصبی اختصاصی شده‌است که برای حل مشکلاتی که طی دوره‌های طولانی فرگشت رخ داده‌اند طراحی شده‌است،[۲۰] و به انسان نوین، ذهن عصر حجر را اعطا کرده‌است.[۴][۲۱]

بیشتر محتویات و فرایندهای مغزی ناخودآگاه هستند و بیشتر مشکلات روانی که حل آنها ساده به نظر می‌رسد، در واقع مشکلات بسیار پیچیده‌ای هستند که به‌طور ناخودآگاه توسط سازوکارهای عصبی پیچیده حل می‌شوند.
1. روان‌شناسی انسان متشکل از مکانیسم‌های تخصصی زیادی است که هر کدام به طبقه‌های مختلف اطلاعات یا ورودی‌ها حساس هستند. این مکانیسم‌ها برای ایجاد رفتار آشکار ترکیب می‌شوند.[۲۰]

## تاریخچه

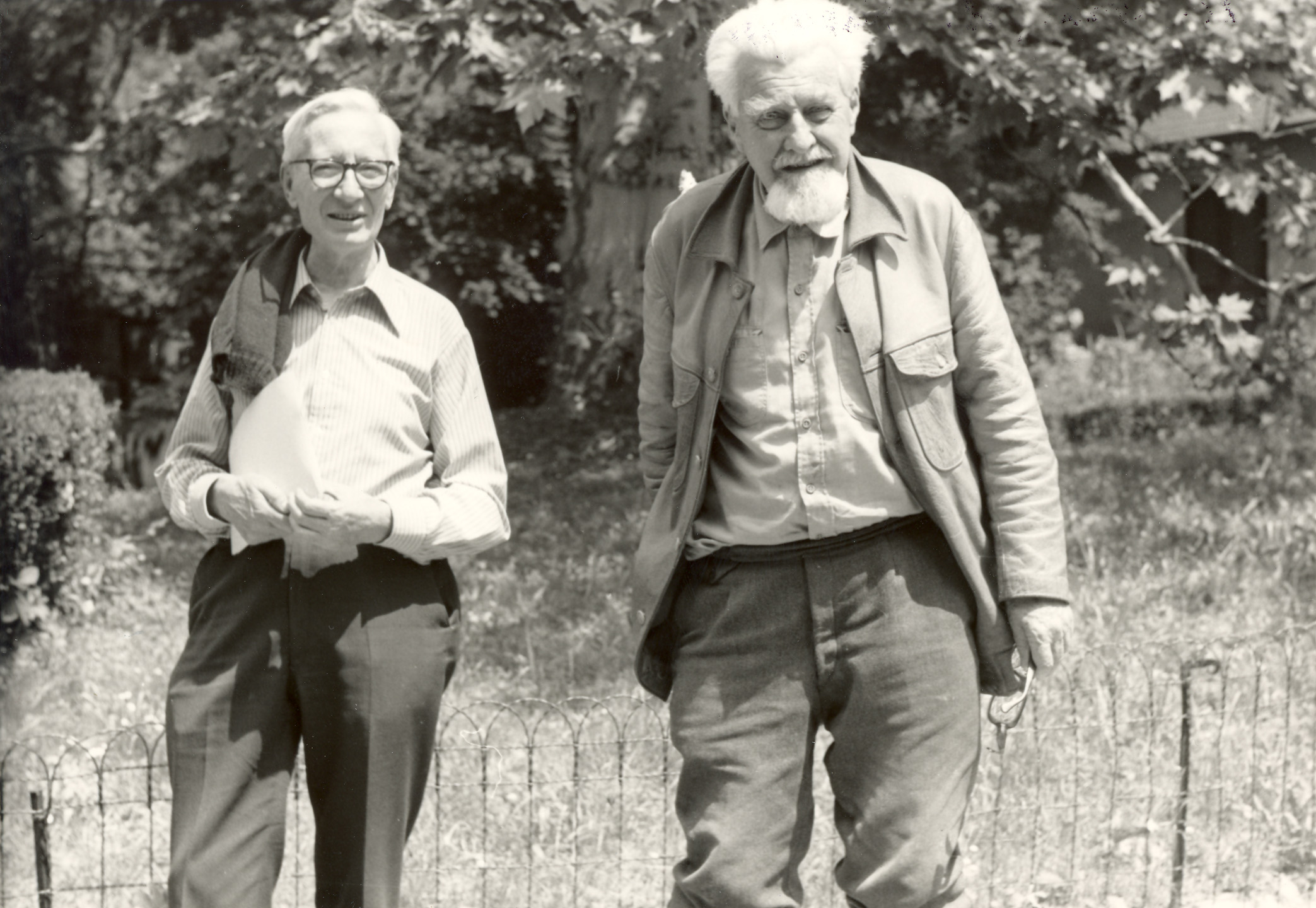
برندگان جایزه نوبل نیکولاس تینبرگن (سمت چپ) و کنراد لورنتس (راست) که با کارل فون فریش برای کار روی رفتار جانوران مورد تأیید قرار گرفتند.

روان‌شناسی فرگشتی ریشه‌های تاریخی خود را در نظریه انتخاب طبیعی چارلز داروین دارد.
در آینده‌ای دور زمینه‌های باز را برای تحقیقات بسیار مهم‌تر می‌بینم. روان‌شناسی بر پایهٔ جدیدی استوار خواهد بود، یعنی کسب هر یک از قدرت‌ها و ظرفیت‌های ذهنی با درجه‌بندی. داروین, چارلز (1859), منشأ گونه‌ها , p. 488 – via Wikisource
دو تا از کتاب‌های بعدی او به مطالعه عواطف جانوران و روان‌شناسی اختصاص یافت.
«تبار انسان و گزینش در ارتباط با جنسیت» در سال ۱۸۷۱ و «بیان هیجان‌ها در انسان و جانوران» در سال ۱۸۷۲. اثر داروین الهام‌بخش رویکرد کارکردگرای ویلیام جیمز به روان‌شناسی بود.
محتوای روان‌شناسی فرگشتی از یک سو برگرفته از علوم زیستی (به ویژه نظریه فرگشتی در ارتباط با محیط‌های باستانی انسان، مطالعه دیرین‌مردم‌شناسی و رفتار جانوران) و از سوی دیگر، علوم انسانی به‌ویژه روان‌شناسی است.
زیست‌شناسی فرگشتی به عنوان یک رشته (دانشگاهی) با سنتز نوین در دهه‌های ۱۹۳۰ و ۱۹۴۰ پدیدار شد. در دهه ۱۹۳۰ مطالعه رفتار جانوران (اتولوژی) با کار زیست‌شناس هلندی نیکولاس تینبرگن و زیست‌شناسان اتریشی کنراد لورنتس و کارل فون فریش پدیدار شد.
مقاله‌های ویلیام دی همیلتون (۱۹۶۴) دربارهٔ برازش فراگیر و رابرت تریورز (۱۹۷۲) نظریه‌هایی دربارهٔ عمل متقابل و سرمایه‌گذاری والدین به ایجاد تفکر فرگشتی در روان‌شناسی و دیگر علوم اجتماعی کمک کرد. در سال ۱۹۷۵، ادوارد ویلسون نظریه فرگشت را با مطالعات رفتار جانوری و اجتماعی، با تکیه بر آثار لورنتز و تینبرگن، در کتاب خود زیست‌جامعه‌شناسی: تلفیق نوین ترکیب کرد.
در دهه ۱۹۷۰، دو شاخه اصلی از رفتارشناسی گسترش یافت. نخست، مطالعه رفتار «اجتماعی» جانواران (از جمله انسان) زیست‌جامعه‌شناسی ایجاد شد که توسط طرفدار برجسته آن ادوارد ویلسون در سال ۱۹۷۵ به عنوان «مطالعه منظم اساس زیستی همه رفتارهای اجتماعی» تعریف شد. و در سال ۱۹۷۸ به عنوان «گسترش زیست‌شناسی جمعیت و نظریه فرگشتی به سازمان اجتماعی.» ثانیاً، بوم‌شناسی رفتاری وجود داشت که تأکید کمتری بر رفتار «اجتماعی» داشت و بر پایه‌های بوم‌شناسی و فرگشت رفتار جانوران و بوم‌شناسی رفتاری انسان تمرکز داشت.
در دهه‌های ۱۹۷۰ و ۱۹۸۰، بخش‌هایی دانشگاهی گنجاندن اصطلاح «زیست‌شناسی فرگشتی» را در عنوان‌های خود آغاز کردند. دوران نوین روان‌شناسی فرگشتی به‌ویژه توسط دونالد سیمونز در سال ۱۹۷۹ با کتاب فرگشت جنسی انسان و لدا کاسمیدز و جان توبی دیوید بولر در سال ۱۹۹۲ با کتاب ذهن سازگار آغاز شد. دیده شد که اصطلاح «روان‌شناسی فرگشتی»، گاهی به عنوان بیانگر تحقیق بر پایه تعهدهای روش شناختی و نظری خاص برخی از پژوهشگران از دانشکده سانتا باربارا (دانشگاه کالیفرنیا) بود؛ بنابراین برخی از روان‌شناسان فرگشتی ترجیح می‌دهند که به جای اینکه کار خود را «بوم‌شناسی انسانی» بنامند، آن را «بوم‌شناسی رفتاری انسان» یا «انسان‌شناسی فرگشتی» بخوانند.
از روان‌شناسی، جریان‌های اولیه روان‌شناسی تکوینی، روان‌شناسی اجتماعی و روان‌شناسی شناختی وجود دارد. تعیین میزانی از تأثیر نسبی ژنتیک و محیط بر رفتار در هسته ژنتیک رفتاری و انواع آن، به ویژه مطالعات در سطح مولکولی که رابطه بین ژن‌ها، انتقال‌دهنده‌های عصبی و رفتار را بررسی می‌کند، بوده‌است. نظریه وراثت دوگانه، که در اواخر دهه ۱۹۷۰ و اوایل دهه ۱۹۸۰ گسترش یافت، با تلاش برای توضیح اینکه چگونه رفتار انسان محصول دو فرایند فرگشتی متفاوت و متقابل است، دیدگاه کمی متفاوتی دارد:فرگشت و فرگشت فرهنگی. نظریه وراثت دوگانه توسط برخی به عنوان یک دیگاه «میانه» بین دیدگاه‌هایی که بر کلیات انسانی تأکید می‌کنند در مقابل آنهایی که بر تنوع فرهنگی تأکید می‌کنند تلقی می‌شود.
نظریه‌هایی که روان‌شناسی فرگشتی بر پایهٔ آن‌ها استوار است، از آثار چارلز داروین، از جمله گمانه‌زنی‌های او دربارهٔ منشأ فرگشتی غریزه‌های اجتماعی در انسان، سرچشمه می‌گیرد. با این حال، روان‌شناسی فرگشتی نوین تنها به دلیل پیشرفت در نظریه فرگشت در قرن بیستم امکان‌پذیر شد.
روان‌شناسی فرگشتی می‌گوید: «انتخاب طبیعی آدمی را با سازش‌های روانی‌ای مجهز ساخته‌است، کاملاً همان گونه که سازش‌های اندامی و عضوی او را به وجود آورده‌است». گفته می‌شود که سازش‌های روانی همچون سازش‌های کلی برای محیطی که جاندار در آن فرگشت یافت، محیط سازش فرگشتی اختصاصی گردیده‌اند.  انتخاب جنسی، سازگاری‌های مرتبط با جفت‌گیری را برای جانداران زنده فراهم می‌کند. انتخاب جنسی، جاندار را با سازش‌های مربوط به همسرگزینی مجهز می‌کند. برای پستانداران نر که توانایی میزان تولیدمثل بالایی دارند، انتخاب جنسی سبب سازش‌هایی می‌گردد که به آنها در رقابت برای ماده‌ها کمک می‌کند. برای پستانداران ماده با توانایی تولیدمثل کمتر، انتخاب طبیعی سبب مشکل‌پسندی می‌شود که به آنها در انتخاب جفت‌هایی تواناتر کمک می‌کند. چارلز داروین انتخاب طبیعی و جنسی را توضیح داد تا با تکیه بر انتخاب گروهی، فرگشت رفتار ایثارگرانه (نوع‌دوستانه) را شرح دهد. اما انتخاب گروهی توضیحی ضعیف شمرده می‌شود، چون در هر گروه افرادی که کمتر ایثار می‌کنند، احتمال بقای بیشتری می‌یابند و گروه به‌طور کلی، کمتر مایل به ایثارگری می‌شود.
در سال ۱۹۶۴، زیست‌شناس فرگشتی ویلیام دی همیلتون، نظریه سلامتی عمومی را با تأکید بر دیدگاه ژن‌محور فرگشتی ارائه کرد. هامیلتون خاطر نشان کرد که افراد می‌توانند با کمک به خویشان نزدیکی که با آنها در بقاء ژن‌ها و تولیدمثل شریک هستند، تکثیر ژن‌های خود را در نسل بعد افزایش دهند. بر طبق انتخاب خویشاوندی، رفتار ایثارگرانه می‌تواند در صورت کمک به خویشان نزدیک، بیشتر از تأثیر ایثارگری جانوران موجب فرگشت گردد. نظریه سلامت عمومی، مسئله فرگشت ایثارگری را کاملاً حل کرد. نظریه‌های دیگری نیز همچون نظریه فرگشت بازی‌ها، رفتار تلافی‌جویانه و رفتار دوسویه تعمیم‌یافته، فرگشت رفتار ایثارگرانه را توضیح دادند. این نظریه‌ها نه تنها فرگشت رفتار ایثارگرانه را توضیح دادند، بلکه تنفر از خیانت‌کاران (افرادی که از ایثار دیگران سوء استفاده می‌کنند) را نیز توضیح دادند.
چند نظریه فرگشتی متوسط، روان‌شناسی فرگشتی را غنی‌تر کرد. نظریه نظریه گزینش آر/کی پیشنهاد می‌کند که برخی گونه‌ها با تولیدمثلِ انبوه بهبود می‌یابند. در حالی که دیگران راهکار تولیدمثل کمتر؛ اما مراقبت بیشتر را دنبال می‌کنند. نظریه مراقبت از فرزندان، مراقبت کمابیش از فرزندان را بر پایهٔ موفقیت احتمالی آن فرزندان و در نتیجه بهبود بیشتر سلامت عمومی والدین توضیح می‌دهد. بر اساس فرضیه تریورز-ویلارد، والدین با شرایط خوب، بیشتر از پسران (که در استفاده از شرایط تواناتر هستند) مراقبت به عمل می‌آورند، اما والدین با شرایط بد، بیشتر از دختران (که حتی در شرایط بد نیز توانایی تولیدمثل موفق را دارند) مراقبت به عمل می‌آورند. بر طبق نظریه تاریخ حیات، جانوران تاریخ زندگی را برای سازگاری با محیط خود تغییر می‌دهند و جزئیاتی مانند سن و سال را در نخستین تولیدمثل و تعداد فرزندان تعیین می‌کنند. نظریه وراثت دوگانه می‌گوید که ژن‌ها و فرهنگ انسانی با هم اندرکنش دارند، به طوری که ژن‌ها در پیشبرد فرهنگ تأثیر گذاشته و فرهنگ نیز به نوبه خود در فرگشت آدمی در سطح وراثتی، به روشی مشابه اثر بالدوین تأثیر می‌گذارد.

## سازوکارهای روانی فرگشت‌یافته
روان‌شناسی فرگشتی بر این فرض استوار است که درست مانند قلب، ریه‌ها، کبد، کلیه‌ها و سیستم ایمنی، «ادراک» نیز ساختاری عملکردی دارد که مبنای ژنتیکی دارد و بنابراین، با انتخاب طبیعی فرگشت یافته‌است. مانند دیگر اندام‌ها و بافت‌ها، این ساختار عملکردی باید به‌طور جهانی در بین یک گونه مشترک باشد و باید مشکلات مهم بقا و تولید را حل کند.
روان‌شناسان فرگشتی به دنبال درک مکانیسم‌های روان‌شناختی با درک عملکردهای بقا و تولیدمثلی هستند که ممکن است در طول تاریخ فرگشتی انجام داده باشند. اینها ممکن است شامل توانایی‌هایی برای استنتاج احساسات دیگران، تشخیص خویشاوندان از غیر خویشاوندان، شناسایی و ترجیح همسران سالم‌تر، همکاری با دیگران و پیروی از رهبران باشد. هوشمندی سازگار بر اساس نظریه انتخاب طبیعی، روان‌شناسی فرگشتی، انسان‌ها را اغلب در تضاد با دیگران، از جمله جفت و بستگان می‌بیند. به عنوان مثال، ممکن است مادری بخواهد زودتر از نوزادش فرزندش را از شیردهی جدا کند، تا مادر آزادانه روی فرزندان دیگر سرمایه‌گذاری کند. روان‌شناسی فرگشتی همچنین نقش انتخاب خویشاوندی و رفتار متقابل را در فرگشت صفات اجتماعی مانند نوع‌دوستی به رسمیت می‌شناسد. انسان‌ها نیز مانند شامپانزه معمولی و بونوبوها، دارای غریزه‌های اجتماعی ظریف و منعطف هستند که به آنها امکان می‌دهد تا خانواده‌های گسترده، دوستی‌های مادام‌العمر و اتحادهای سیاسی تشکیل دهند. در مطالعاتی که پیش‌بینی‌های نظری را آزمایش می‌کردند، روان‌شناسان فرگشتی یافته‌های متوسطی دربارهٔ موضوع‌هایی مانند کودک‌کشی، هوش، الگوهای ازدواج، بی‌بندوباری، ادراک زیبایی، قیمت عروس و سرمایه‌گذاری والدین به دست آورده‌اند.
مثال دیگر سازوکار فرگشت‌یافته در افسردگی است. افسردگی بالینی ناسازگار است و باید رویکردهای فرگشتی داشته باشد تا بتواند سازگار شود. در طول سده‌ها، جانوران و انسان‌ها برای زنده ماندن روزهای سختی را پشت سر گذاشته‌اند، که سبب شد تا مبارزه یا فرار ما به شدت فرگشت یابد. به عنوان مثال، پستانداران دارای اضطراب جدایی از سرپرستان خود هستند که مایهٔ پریشانی می‌شود و سیگنال‌هایی را از محور غده فوق کلیوی به غده هیپوفیز و هیپوتالاموس آنها می‌فرستد و تغییرهای عاطفی/رفتاری را ایجاد می‌کند. گذر از این نوع شرایط به پستانداران کمک می‌کند تا با اضطراب جدایی کنار بیایند.

### موضوعات تاریخی
طرفداران روان‌شناسی فرگشتی در دهه ۱۹۹۰ کاوش‌هایی دربارهٔ رخدادهای تاریخی انجام دادند، اما پاسخ کارشناسان تاریخی بسیار منفی بود و تلاش کمی برای ادامه این خط تحقیقاتی صورت گرفته‌است. مورخ لین هانت می‌گوید که تاریخ‌نگاران از این پژوهشگران روان‌شناسی شکایت کردند:
مطالعات اشتباهی را خوانده‌اند، نتایج آزمایش‌ها را اشتباه تفسیر کرده‌اند، یا بدتر از آن، به علوم اعصاب روی آورده‌اند که به دنبال جامعیت بخشیدن به هستی‌شناسی غیرعمدی و ضد بازنمایی برای تقویت ادعاهای خود هستند.
لین هانت بیان می‌کند که «چندین تلاش برای ایجاد زیرشاخه‌ای از تاریخ روانی تحت فشار پیش‌فرض‌های آن فرو ریخت.» او نتیجه می‌گیرد که از سال ۲۰۱۴، «پرده آهنین» بین تاریخ‌نگاران و روان‌شناسی … پابرجاست.

### محصولات فرگشت: سازگاری‌ها،نوسازگاری‌ها، محصولات جانبی و گوناگونی تصادفی
همه صفات موجودات، سازگاری فرگشتی نیستند. همان‌طور که در جدول زیر اشاره شد، صفات همچنین ممکن است نوسازگاریها، محصولات جانبی سازگاری (که گاهی اسپندرال یا محصول جانبی نامیده می‌شود)، یا گوناگونی تصادفی بین افراد باشد.
سازگاری‌های روان‌شناختی فطری یا نسبتاً آسان برای یادگیری و تجلی در فرهنگ‌های سراسر جهان فرض می‌شوند. به عنوان مثال، توانایی کودکان نوپا برای یادگیری زبان بدون آموزش احتمالاً یک سازگاری روانی است. از سوی دیگر، انسان‌های اجدادی، توانایی خواندن و نوشتن را نداشتند؛ بنابراین امروزه، یادگیری خواندن و نوشتن نیاز به آموزش گسترده دارد و احتمالاً نیازمند استفاده دوباره از ظرفیت‌های شناختی است که در پاسخ به فشارهای انتخابی غیرمرتبط با زبان نوشتاری فرگشت یافته‌ست. با این حال، تغییر در رفتار آشکار می‌تواند ناشی از مکانیسم‌های جهانی در تعامل با محیط‌های مختلف محلی باشد. به عنوان مثال، قفقازی‌هایی که از آب و هوای شمالی به سوی استوا حرکت می‌کنند، پوست تیره‌تری خواهند داشت. مکانیسم‌های تنظیم‌کننده رنگدانه آنها تغییر نمی‌کند. بلکه ورودی به آن مکانیسم‌ها تغییر می‌کند و در نتیجه خروجی‌های متفاوتی ایجاد می‌شود.
|                 | سازگاری                                                                                               | نوسازگاری                                                          | محصول جانبی                                                | گوناگونی تصادفی                              |
| --------------- | --- | ------------------------------------------------------------------ | ---------------------------------------------------------- | -------------------------------------------- |
| تعریف           | صفت ارگانیسمی که برای حل یک مشکل اجدادی طراحی شده‌است. پیچیدگی، طراحی ویژه و کارکردگرایی را نشان می‌دهد | سازگاری که برای حل یک مشکل سازگاری متفاوت «مجدداً هدف‌گذاری شده‌است». | محصول جانبی یک سازوکار سازگاری بدون کارکرد کنونی یا اجدادی | گوناگونی تصادفی در یک سازگاری یا محصول جانبی |
| مثال فیزیولوژیک | استخوان / بند ناف                                                                                     | استخوان‌های کوچک گوش داخلی                                          | رنگ سفید استخوان‌ها / ناف                                   | برآمدگی روی جمجمه، شکل ناف محدب یا مقعر      |
| مثال روان‌شناسی  | توانایی کودکان نوپا در یادگیری صحبت کردن با حداقل آموزش                                               | توجه داوطلبانه                                                     | توانایی یادگیری خواندن و نوشتن                             | گوناگونی در هوش کلامی                        |

یکی از وظایف روان‌شناسی فرگشتی این است که مشخص کند کدام ویژگی‌های روان‌شناختی احتمالاً سازگاری، محصول جانبی یا گوناگونی تصادفی هستند. جورج سی ویلیامز پیشنهاد کرد که «سازگاری یک مفهوم خاص و طاقت‌فرسا است که تنها باید در جایی استفاده شود که واقعاً ضروری باشد.» همان‌طور که توسط ویلیامز و دیگران اشاره شده‌است، سازگاری‌ها را می‌توان با پیچیدگی غیرمحتمل، جهانی بودن گونه‌ها و کارکرد سازگاری شناسایی کرد.

### سازگاری‌های اجباری و اختیاری
پرسشی که ممکن است دربارهٔ یک سازگاری پرسیده شود این است که آیا به‌طور کلی الزامی است (در رویاروی با تغییرهایی محیطی معمولی نسبتاً قوی) یا اختیاری (حساس به تغییرهای محیطی معمولی). مزه شیرین شکر و درد ضربه زدن به زانو در برابر بتن نتیجه سازگاری‌های روانی نسبتاً الزامی است. تنوع محیطی معمولی در طول رشد تأثیر زیادی بر کارکرد آنها ندارد. در مقابل، سازگاری‌های اختیاری تا حدودی شبیه گزاره‌های «اگر-پس» هستند. برای مثال، سازگاری پوست با برنزه شدن مشروط به قرار گرفتن در معرض نور خورشید است. این نمونه‌ای از سازگاری اختیاری دیگر است. وقتی سازگاری روان‌شناختی اختیاری است، روان‌شناسان فرگشتی به این موضوع می‌پردازند که چگونه ورودی‌های رشدی و محیطی بر بیان سازگاری تأثیر می‌گذارند.

### کلیات فرهنگی
روان‌شناسان فرگشتی معتقدند که رفتارها یا ویژگی‌هایی که به‌طور جهانی در همه فرهنگ‌ها رخ می‌دهند، نامزدهای خوبی برای سازگاری‌های فرگشتی هستند. کلیات فرهنگی شامل رفتارهای مرتبط با زبان، شناخت، نقش‌های اجتماعی، نقش‌های جنسیتی و فناوری می‌شود. سازگاری‌های روان‌شناختی فرگشت‌یافته (مانند توانایی یادگیری زبان) با ورودی‌های فرهنگی برای ایجاد رفتارهای خاص (مانند زبان خاص آموخته‌شده) در تعامل هستند.
تفاوت‌های اساسی جنسیتی، مانند اشتیاق بیشتر برای رابطه جنسی در میان مردان و خجالتی بودن بیشتر در میان زنان، به‌عنوان سازگاری‌های روان‌شناختی دوشکلی جنسی توضیح داده می‌شود که راهبردهای مختلف تولیدمثلی مردان و زنان را منعکس می‌کند.
روان‌شناسان فرگشتی رویکرد خود را با آنچه «مدل استاندارد علوم اجتماعی» می‌نامند، مقایسه می‌کنند که بر اساس آن، ذهن یک ابزار شناختی همه‌منظوره است که تقریباً به‌طور کامل توسط فرهنگ شکل گرفته‌است.

## محیط سازگاری فرگشتی
روان‌شناسی فرگشتی استدلال می‌کند که برای درک درست عملکردهای مغز، باید ویژگی‌های محیطی را که مغز در آن فرگشت یافته‌است، درک کرد. از آن محیط اغلب به عنوان «محیط سازگاری فرگشتی» یاد می‌شود.
ایده «محیط سازگاری فرگشتی» نخستین بار به عنوان بخشی از نظریه دلبستگی توسط جان بالبی مورد بررسی قرار گرفت.
این محیطی است که یک مکانیسم فرگشت‌یافته خاص با آن سازگار شده‌است. به‌طور خاص، محیط سازگاری فرگشتی به عنوان مجموعه‌ای از فشارهای انتخابی تکرارشونده تاریخی تعریف می‌شود که یک سازگاری معین را شکل می‌دهد، و همچنین آن جنبه‌هایی از محیط که برای توسعه و عملکرد مناسب سازگاری ضروری است.
انسان‌ها که از سردهٔ «انسان (سرده)» تشکیل شده‌اند، بین ۱٫۵ تا ۲٫۵ میلیون سال پیش ظاهر شدند، زمانی که تقریباً با آغاز پلیستوسن ۲٫۶ میلیون سال پیش مصادف است. از آنجایی که پلیستوسن تنها ۱۲۰۰۰ سال پیش به پایان رسید، اکثر سازگاری‌های انسانی یا در دوران پلیستوسن به تازگی فرگشت یافته‌اند یا توسط انتخاب ثباتی در دوران پلیستوسن حفظ شده‌اند؛ بنابراین، روان‌شناسی فرگشتی پیشنهاد می‌کند که اکثر مکانیسم‌های روان‌شناختی انسان با مشکلات تولیدمثلی که اغلب در محیط‌های پلیستوسن با آن مواجه می‌شوند، سازگار هستند. به‌طور کلی، این مشکلات شامل مشکلات رشد، تمایز، نگهداری، جفت‌گیری، والدین و روابط اجتماعی است.
محیط سازگاری فرگشتی، به‌طور قابل توجهی با جامعه مدرن متفاوت است. اجداد انسان‌های مدرن در گروه‌های کوچک‌تر زندگی می‌کردند، فرهنگ‌های منسجم تری داشتند و زمینه‌های هویت و معنای پایدارتر و غنی‌تری داشتند. پژوهشگران به جوامع شکارچی-گردآورنده موجود برای سرنخ‌هایی دربارهٔ شیوهٔ زندگی شکارچی‌ها در محیط سازگاری فرگشتی هستند. متأسفانه، اندک جوامع شکارچی و جمع‌آوری بازمانده با یکدیگر متفاوت هستند و از بهترین سرزمین و محیط‌های خشن رانده شده‌اند؛ بنابراین مشخص نیست که چقدر به آنها نزدیک است. آنها بازتاب‌دهندهٔ فرهنگ نیاکان هستند.
«کنام فرگشت‌یافته» یا «لانه فرگشت‌یافته» (ناروائز و همکاران، ۲۰۱۳): ویژگی‌های کنام تا اندازه زیادی مانند پستانداران اجتماعی است که بیش از ۳۰ میلیون سال پیش فرگشت یافته‌اند: تجربه تسکین‌دهنده دوران بارداری، چندین سال شیردهی بر اساس درخواست، محبت تقریباً ثابت یا نزدیکی فیزیکی، پاسخگویی به نیاز (کاهش ناراحتی فرزندان)، بازی خودگردان و برای انسان‌ها، چندین مراقب پاسخگو. مطالعات اولیه اهمیت این مولفه‌ها را در اوایل زندگی برای نتایج مثبت دربارهٔ کودک نشان می‌دهد.
روان‌شناسان فرگشتی گاهی به شامپانزهها، بونوبوها و دیگر میمون‌های بزرگ برای شناخت رفتار اجدادی انسان نگاه می‌کنند.

### عدم سازگاری
از آنجایی که سازگاری یک موجود زنده با محیط اجدادی آن سازگار بوده‌است، یک محیط جدید و متفاوت می‌تواند ناهماهنگی ایجاد کند. از آنجایی که انسان‌ها عمدتاً با محیط‌های پلیستوسن سازگار هستند، مکانیسم‌های روان‌شناختی گاهی «عدم تطابق» با محیط مدرن را نشان می‌دهند. یک مثال این واقعیت است که اگرچه سالانه حدود ۱۰۰۰۰ نفر در ایالات متحده با اسلحه کشته می‌شوند، در حالی که عنکبوت‌ها و مارها فقط تعداد انگشت‌شماری را می‌کشند، با این وجود مردم یادمی‌گیرند که از عنکبوت‌ها و مارها به همان راحتی و راحت‌تر از تفنگ، خرگوش یا گل‌ها بترسند. یک توضیح بالقوه این است که عنکبوت‌ها در سراسر دوران پلیستوسن تهدیدی برای اجداد بشر بود، در حالی که اسلحه (و خرگوش) چنین نبود؛ بنابراین بین روان‌شناسی فرگشت‌یافته، یادگیری ترس انسان و محیط مدرن ناهماهنگی وجود دارد.
این عدم تطابق در پدیده‌های محرک فوق طبیعی نیز ظاهر می‌شود، محرکی که واکنشی قوی‌تر از محرکی که پاسخ برای آن فرگشت یافته‌است، برمی‌انگیزد. این اصطلاح توسط نیکولاس تینبرگن برای اشاره به رفتار جانوران غیرانسانی ابداع شد، اما روان‌شناس دایر بارت گفت که تحریک‌های فوق طبیعی بر رفتار انسان‌ها به اندازه دیگر جانوران قدرتمند است. او غذاهای ناسالم را به عنوان یک محرک اغراق‌آمیز برای میل به نمک، شکر و چربی‌ها توضیح داد، و او می‌گوید که تلویزیون به‌طور اغراق‌آمیزی از نشانه‌های اجتماعی مانند خنده، چهره‌های خندان و کنش‌های جلب توجه بهره می‌گیرد. ۲۴۵ / ۵٬۰۰۰ در مرکز مجله‌ها و چیزبرگرهای دوتایی غریزه‌های در نظر گرفته‌شده برای محیطی با سازگاری فرگشتی را جذب می‌کنند که در آن رشد سینه نشانه سلامت، جوانی و باروری در همسر آینده بود و چربی یک ماده مغذی کمیاب و حیاتی بود. روان‌شناس مارک ون وگت اخیراً استدلال کرد که رهبری سازمانی مدرن یک ناهماهنگی است. استدلال او این است که انسان‌ها برای کار در ساختارهای بزرگ و ناشناس بوروکراتیک با سلسله مراتب رسمی سازگار نیستند. ذهن انسان همچنان به رهبری شخصی و کاریزماتیک عمدتاً در زمینه محیط‌های غیررسمی و برابری‌خواهانه پاسخ می‌دهد. از این رو بسیاری از کارمندان نارضایتی و بیگانگی را تجربه می‌کنند. حقوق، جوایز و دیگر امتیازها از غریزه‌های موقعیت نسبی استفاده می‌کنند که به ویژه مردان را به جایگاه‌های شغلی اجرایی ارشد جذب می‌کند.

## روش‌های تحقیق
نظریه فرگشتی از این جهت است که ممکن است فرضیه‌هایی را ایجاد کند که ممکن است از رویکردهای نظری دیگر توسعه نیابد. یکی از اهداف اصلی تحقیقات سازگاری شناسایی این است که کدام صفات ارگانیسمی احتمالاً سازگاری هستند و کدامیک محصولات جانبی یا تغییرات تصادفی هستند. همان‌طور که قبلاً ذکر شد، انتظار می‌رود سازگاری‌ها شواهدی از پیچیدگی، عملکرد، و جهانی بودن گونه‌ها را نشان دهند، در حالی که محصولات جانبی یا تغییرات تصادفی نشان نمی‌دهند. علاوه بر این، انتظار می‌رود سازگاری‌ها به‌عنوان مکانیسم‌های نزدیکی ظاهر شوند که با محیط به‌صورت کلی اجباری یا اختیاری تعامل دارند (به بالا مراجعه کنید). روانشناسان فرگشتی همچنین به شناسایی این مکانیسم‌های نزدیک (که گاهی «مکانیسم‌های ذهنی» یا «سازگاری‌های روانی» نامیده می‌شوند) و نوع اطلاعاتی که آنها به عنوان ورودی می‌گیرند، چگونه آن اطلاعات را پردازش می‌کنند و خروجی‌های آنها علاقه‌مند هستند. روان‌شناسی رشدی فرگشتی، بر این تمرکز می‌کند که چگونه سازگاری‌ها ممکن است در زمان‌های رشدی خاصی فعال شوند (مانند از دست دادن دندان‌های شیری، نوجوانی، و غیره) یا چگونه وقایع در طول رشد یک فرد ممکن است مسیرهای تاریخ زندگی را تغییر دهد.
روانشناسان فرگشتی از چندین استراتژی برای ایجاد و آزمایش فرضیه‌هایی در مورد اینکه آیا یک ویژگی روانی احتمالاً سازگاری فرگشت یافته‌است یا خیر، استفاده می‌کنند. خاطرنشان می‌کند که این روش‌ها عبارتند از:
«ثبات متقابل فرهنگی» ویژگی‌هایی که ثابت شده‌اند جهان فرهنگی هستند، مانند لبخند زدن، گریه کردن، حالات چهره به‌عنوان سازگاری‌های روان‌شناختی فرگشت‌یافته فرض می‌شوند. چندین روان‌شناس فرگشتی مجموعه داده‌های عظیمی را از فرهنگ‌های سراسر جهان جمع‌آوری کرده‌اند تا جهان فرهنگی را ارزیابی کنند.

"عملکرد به شکل" (یا "مشکل به راه حل")." این واقعیت که مردان، اما نه زنان، خطر شناسایی نادرست فرزندان ژنتیکی را دارند (که از آن به عنوان «عدم اطمینان پدری» یاد می‌شود) روانشناسان فرگشتی را به این فرضیه سوق داد که در مقایسه با زنان، حسادت مردان بیشتر بر خیانت جنسی متمرکز است تا احساسی.

«فرم به عملکرد» (مهندسی معکوس – یا «راه حل مشکل»).» تهوع حاملگی، و بیزاری‌های مرتبط با انواع خاصی از غذا، در دوران بارداری به نظر می‌رسید ویژگی‌های یک سازگاری فرگشتی افته را داشته باشد (پیچیدگی و جهانی بودن). مارگی پروفیت این فرضیه را مطرح کرد که عملکرد آن جلوگیری از مصرف سموم در اوایل بارداری است که می‌تواند به جنین آسیب برساند (اما در غیر این صورت احتمالاً برای زنان غیر باردار سالم بی‌ضرر است).

«ماژول‌های عصبی متناظر». روان‌شناسی فرگشتی و عصب‌روان‌شناسی شناختی با یکدیگر سازگار هستند - روان‌شناسی فرگشتی به شناسایی سازگاری‌های روان‌شناختی و کارکردهای نهایی فرگشتی آنها کمک می‌کند، در حالی که روان‌شناسی عصبی به شناسایی تظاهرات نزدیک این سازگاری‌ها کمک می‌کند.

«سازگاری فرگشتی کنونی». علاوه بر مدل‌های فرگشتی که نشان می‌دهند فرگشت در بازه‌های زمانی زیادی رخ می‌دهد، تحقیقات اخیر نشان داده‌اند که برخی از تغییرات فرگشتی می‌توانند سریع و چشمگیر باشند. در نتیجه، برخی از روانشناسان فرگشتی بر تأثیر ویژگی‌های روانی در محیط کنونی تمرکز کرده‌اند. چنین تحقیقاتی می‌تواند برای اطلاع‌رسانی برآوردهای مربوط به شیوع صفات در طول زمان مورد استفاده قرار گیرد. چنین کاری در مطالعه آسیب‌شناسی روانی فرگشتی آموزنده بوده‌است.
روانشناسان فرگشتی همچنین از منابع مختلف داده برای آزمایش استفاده می‌کنند، از جمله آزمایش‌ها، اسناد باستان‌شناسی، داده‌های جوامع شکارچی-گردآورنده، مطالعات مشاهده‌ای، داده‌های علوم اعصاب، گزارش‌های شخصی و نظرسنجی‌ها، پرونده‌های عمومی، و محصول‌های انسانی.
اخیراً روش‌ها و ابزارهای اضافی بر اساس سناریوهای تخیلی معرفی شده‌اند، و مدل‌های ریاضی، و شبیه‌سازی‌های رایانه‌ای چند عاملی نیز معرفی شده‌اند.

## حوزه‌های اصلی تحقیق
حوزه‌های بنیادی پژوهش در روان‌شناسی فرگشتی را می‌توان به دسته‌های گسترده‌ای از مشکلات سازگاری که از خود نظریه فرگشت ناشی می‌شوند تقسیم کرد: بقا، جفت‌گیری، فرزندپروری، خانواده و خویشاوندی، تعامل با غیر خویشاوندان، و فرگشت فرهنگی.

### بقا و سازگاری‌های روانی در سطح فردی
مشکلات بقا اهداف روشنی برای فرگشت سازگاری‌های فیزیکی و روانی هستند. مشکلات عمده‌ای که اجداد انسان‌های امروزی با آن‌ها روبه‌رو بودند شامل انتخاب و تهیه غذا بود. انتخاب قلمرو و پناهگاه فیزیکی؛ و اجتناب از شکارچیان و سایر تهدیدات محیطی.

#### آگاهی
آگاهی مطابق با معیارهای جورج سی ویلیامز در مورد جهانی بودن گونه، پیچیدگی، و عملکرد، و آن صفت (ژنتیک) است که ظاهراً سازگاری را افزایش می‌دهد.
جان اکلس در مقاله‌اش «فرگشت آگاهی» استدلال می‌کند که سازگاری‌های آناتومیکی و فیزیکی خاص پستانداران قشر مغز باعث ایجاد آگاهی شد. در مقابل، دیگران استدلال کرده‌اند که آگاهی از مدارهای بازگشتی بسیار ابتدایی‌تر است، زیرا در ابتدا در گونه‌های پیش پستانداران فرگشت یافته‌ست، زیرا ظرفیت تعامل با محیط‌های اجتماعی «و» طبیعی را با ارائه یک «خنثی» صرفه‌جویی در انرژی بهبود می‌بخشد. دنده در یک ماشین خروجی موتور گران‌قیمت است. هنگامی که این مدار بازگشتی در جای خود قرار گرفت، ممکن است به خوبی مبنایی برای توسعه بعدی بسیاری از عملکردهایی که آگاهی در ارگانیسم‌های بالاتر تسهیل می‌کند، همان‌طور که توسط برنارد بارس مشخص شده‌است، فراهم کرده باشد. ریچارد داوکینز استدلال می‌کند که انسان‌ها آگاهی را فرگشتی دادند تا خود را سوژه فکر کنند. دانیل پوینلی استدلال می‌کند که هوشیاری بزرگ و درخت‌نوردی میمون انسان‌نما فرگشتی افته تا جرم خود را هنگام حرکت ایمن در میان شاخه‌های درخت در نظر بگیرد. مطابق با این فرضیه، گوردون جی. گلپ دریافت که شامپانزه معمولی و اورانگوتانها، اما نه میمون‌های کوچک یا گوریلهای زمینی، خودآگاهی را در آزمایش‌های آینه نشان دادند.
مفهوم آگاهی می‌تواند به کنش ارادی، آگاهی یا بیداری اشاره داشته باشد. با این حال، حتی رفتار ارادی شامل مکانیسم‌های ناخودآگاه است. بسیاری از فرآیندهای شناختی در ناخودآگاه شناختی اتفاق می‌افتد که برای آگاهی آگاهانه در دسترس نیست. برخی از رفتارها زمانی که یادمی‌گیرند آگاهانه هستند، اما بعداً ناخودآگاه و به ظاهر خودکار می‌شوند. یادگیری، به ویژه یادگیری ضمنی یک مهارت، می‌تواند خارج از آگاهی صورت گیرد. برای مثال، بسیاری از مردم می‌دانند که چگونه هنگام دوچرخه سواری به راست بپیچند، اما تعداد بسیار کمی می‌توانند به‌طور دقیق توضیح دهند که چگونه این کار را انجام می‌دهند. روان‌شناسی فرگشتی به خودفریبی به‌عنوان سازگاری می‌پردازد که می‌تواند نتایج فرد را در مبادلات اجتماعی بهبود بخشد.
خواب ممکن است برای صرفه‌جویی در انرژی در زمانی که فعالیت کمتر مثمر ثمر یا خطرناک‌تر باشد، مانند شب، و به ویژه در فصل زمستان فرگشت یافته باشد.

#### حس و ادراک
بسیاری از متخصصان مانند جری فودر می‌نویسند که هدف از ادراک دانش است، اما روان‌شناسان فرگشتی معتقدند که هدف اصلی آن هدایت عمل است. مثلاً می‌گویند: درک عمق به نظر می‌رسد فرگشت نیافته‌است تا به ما کمک کند فاصله اشیاء دیگر را بدانیم، بلکه برای کمک به حرکت ما در فضا به ما کمک کند. روانشناسان فرگشتی می‌گویند که حیوانات از خرچنگ ویولن‌زن تا انسان برای اجتناب از برخورد از بینایی استفاده می‌کنند. این نشان می‌دهد که دید اساساً برای هدایت کنش است، نه ارائه دانش.
ساختن و نگهداری اندام‌های حسی از نظر متابولیکی گران است، بنابراین این اندام‌ها تنها زمانی فرگشت می‌یابند که سازگاری ارگانیسم را بهبود بخشند. بیش از نیمی از مغز به پردازش اطلاعات حسی اختصاص دارد و خود مغز تقریباً یک چهارم منابع متابولیک فرد را مصرف می‌کند، بنابراین حواس باید مزایای استثنایی را برای سازگاری فراهم کند. حیوانات از طریق حواس خود اطلاعات مفید و دقیقی به دست می‌آورند.
دانشمندانی که ادراک و حس را مطالعه می‌کنند مدت‌هاست که حواس انسان را به‌عنوان سازگاری با جهان‌های اطراف خود درک کرده‌اند. درک عمق شامل پردازش بیش از نیم دوجین نشانه بصری است که هر کدام بر اساس نظمی از جهان فیزیکی است. بینایی برای پاسخ به محدوده باریک انرژی الکترومغناطیسی که فراوان است و از اجسام عبور نمی‌کند فرگشت یافته‌ست. امواج صوتی در گوشه و کنار می‌روند و با موانع تعامل می‌کنند و الگوی پیچیده‌ای را ایجاد می‌کنند که شامل اطلاعات مفیدی دربارهٔ منابع و فواصل اشیا می‌شود. حیوانات بزرگتر به‌طور طبیعی به دلیل اندازه خود صداهایی با صدای کمتر تولید می‌کنند. از سوی دیگر، محدوده ای که حیوان می‌شنود، با سازگاری تعیین می‌شود. برای مثال، کبوترهای خانگی می‌توانند صدای بسیار کم (مادون صوت) را بشنوند که فواصل زیادی را منتقل می‌کند، حتی اگر بیشتر حیوانات کوچکتر صداهای با صدای بلندتر را تشخیص دهند. طعم و بو به مواد شیمیایی موجود در محیط پاسخ می‌دهد که تصور می‌شود برای سازگاری در محیط فرگشتی مهم بوده‌است. به عنوان مثال، نمک و شکر ظاهراً هم برای انسان یا ساکنان پیش از انسان در محیط سازگاری فرگشتی ارزشمند بوده‌اند، بنابراین انسان امروزی تمایل ذاتی به مزه‌های شور و شیرین دارد. حس لامسه در واقع حواس بسیاری از جمله فشار، گرما، سرما، قلقلک و درد است. درد در عین ناخوشایند بودن، نوعی سازگاری است. یک سازگاری مهم برای حواس، تغییر دامنه است که در آن ارگانیسم به‌طور موقت کم و بیش به حس حساس می‌شود. ببه عنوان مثال، چشم‌های فرد به‌طور خودکار با نور محیطی کم‌نور یا روشن تنظیم می‌شوند. توانایی‌های حسی موجودات مختلف اغلب با هم فرگشت می‌یابند، مانند شنیدن صدای خفاش‌ها و پروانه‌هایی که برای پاسخ به صداهایی که خفاش‌ها تولید می‌کنند، فرگشت یافته‌اند.
روان‌شناسان فرگشتی معتقدند که ادراک، اصل پیمانه‌ای بودن مغز (مدولار) را با مکانیسم‌های تخصصی که وظایف ادراکی خاصی را انجام می‌دهد، نشان می‌دهد. به عنوان مثال، افرادی که به قسمت خاصی از مغز آسیب می‌رسانند، دارای نقص خاصی هستند که نمی‌توانند چهره‌ها را تشخیص دهند. روان‌شناسی فرگشتی نشان می‌دهد که این نشان دهنده یک ماژول به اصطلاح چهره‌خوانی است.

#### یادگیری و سازگاری‌های اختیاری
در روان‌شناسی فرگشتی، گفته می‌شود که یادگیری از طریق ظرفیت‌های فرگشت‌یافته، به‌ویژه سازگاری‌های اختیاری انجام می‌شود. سازگاری‌های اختیاری بسته به ورودی‌های محیط، خود را متفاوت نشان می‌دهند. گاهی ورودی در طول توسعه می‌آید و به شکل‌گیری آن کمک می‌کند. به عنوان مثال، پرندگان مهاجر یادمی‌گیرند که در طول یک دوره بحرانی در بلوغ خود را توسط ستاره‌ها جهت دهی کنند. روانشناسان فرگشتی معتقدند که انسان‌ها نیز زبان را در طول یک برنامه فرگشتی افته، همچنین با دوره‌های بحرانی، یادمی‌گیرند. به عنوان مثال، حیوانات شرطی‌شدن کلاسیک را برای حل مشکلات مربوط به روابط علی فرگشت دادند. حیوانات به راحتی وظایف یادگیری را انجام می‌دهند. پس این وظایف شبیه به مشکلاتی است که در گذشته فرگشتی خود با آن روبرو بوده‌اند، مانند موش که یادمی‌گیرد کجا غذا یا آب پیدا کند. ظرفیت‌های یادگیری گاهی تفاوت بین جنسیت‌ها را نشان می‌دهد. در بسیاری از افراد برای مثال، گونه‌های جانوری، نرها می‌توانند مشکلات فضایی را سریع‌تر و دقیق‌تر از ماده‌ها حل کنند، به دلیل تأثیرات هورمون‌های مردانه در طول رشد.

#### عاطفه و انگیزه
انگیزه‌ها رفتار را جهت می‌دهند و انرژی می‌بخشند، در حالی که احساسات مؤلفه عاطفی انگیزه مثبت یا منفی را فراهم می‌کنند. در اوایل دهه ۱۹۷۰، پل اکمن و همکارانش خط تحقیقاتی را آغاز کردند که نشان می‌دهد بسیاری از احساسات جهانی هستند. او شواهدی یافت که نشان می‌دهد انسان‌ها حداقل در پنج احساس اصلی مشترک هستند: ترس، غم، شادی، خشم و انزجار. عواطف اجتماعی آشکارا برای برانگیختن رفتارهای اجتماعی که در محیط سازگاری فرگشتی سازگار بودند، فرگشت یافته‌اند. به عنوان مثال، بغض به نظر می‌رسد علیه فرد کار می‌کند، اما می‌تواند شهرت یک فرد را به عنوان فردی که باید از او ترسید، ایجاد کند. شرم و غرور می‌تواند انگیزه رفتارهایی باشد که به فرد کمک می‌کند جایگاه خود را در یک جامعه حفظ کند و عزت نفس برآوردی است که فرد از وضعیت خود دارد.
انگیزه در سامانه پاداش مغز یک مبنای عصبی زیستی دارد. اخیراً پیشنهاد شده‌است که سیستم‌های پاداش ممکن است به گونه‌ای فرگشتی ابند که ممکن است یک مبادله ذاتی یا غیرقابل اجتناب در سیستم انگیزشی برای فعالیت‌های کوتاه در مقابل طولانی مدت وجود داشته باشد.

#### شناخت
شناخت به بازنمایی‌های درونی جهان و پردازش اطلاعات داخلی اشاره دارد. از منظر روان‌شناسی فرگشتی، شناخت «هدف کلی» نیست، بلکه از روش‌های اکتشافی یا استراتژی‌هایی استفاده می‌کند که به‌طور کلی احتمال حل مشکلاتی را که اجداد انسان‌های امروزی به‌طور معمول با آن روبرو بوده‌اند افزایش می‌دهد. برای مثال، انسان‌های امروزی به احتمال بسیار بیشتری مشکلات منطقی را که شامل کشف تقلب (یک مشکل رایج با توجه به ماهیت اجتماعی انسان‌ها می‌شود) حل می‌کنند تا همان مشکل منطقی که در اصطلاحات کاملاً انتزاعی بیان می‌شود. از آنجایی که اجداد انسان‌های امروزی با رویدادهای واقعاً تصادفی مواجه نشده‌اند، انسان‌های امروزی ممکن است از نظر شناختی مستعد شناسایی نادرست الگوها در توالی‌های تصادفی باشند. «مغالطه قماربازان» یکی از نمونه‌های آن است. قماربازان ممکن است به اشتباه باور کنند که حتی زمانی که هر یک از نتایج واقعاً تصادفی و مستقل از آزمایش‌ها قبلی باشد، به یک «خوش شانس» رسیده‌اند. اکثر مردم بر این باورند که اگر یک سکه منصفانه ۹ بار ورق خورده باشد و هر بار سرها ظاهر شوند، در تلنگر دهم، بیش از ۵۰ درصد احتمال دارد که دم داشته باشند. انسانها آن را دور می‌یابند. تشخیص یا پیش‌بینی با استفاده از داده‌های فرکانس آسان‌تر از زمانی است که همان اطلاعات به صورت احتمال یا درصد ارائه می‌شود، احتمالاً به این دلیل که اجداد انسان‌های امروزی در قبایل نسبتاً کوچکی (معمولاً با کمتر از ۱۵۰ نفر) زندگی می‌کردند که در آن اطلاعات فرکانس آسان‌تر در دسترس بود. .

#### شخصیت
روان‌شناسی فرگشتی در درجه اول به یافتن اشتراکات بین افراد یا ماهیت اساسی روانشناختی انسان علاقه دارد. از دیدگاه فرگشتی، این واقعیت که افراد در ویژگی‌های شخصیتی تفاوت‌های اساسی دارند در ابتدا چیزی شبیه به یک معما را نشان می‌دهد. مربوط به تقسیم آماری تفاوت‌های بین افراد به منابع ژنتیکی و محیطی واریانس است. با این حال، درک مفهوم وراثت‌پذیری می‌تواند مشکل باشد – وراثت‌پذیری فقط به تفاوت‌های بین افراد اشاره دارد، نه به درجه‌ای که ویژگی‌های یک فرد در آن است. به دلیل عوامل محیطی یا ژنتیکی، از آنجایی که صفات همیشه ترکیبی پیچیده از هر دو هستند)
ویژگی‌های شخصیتی توسط روانشناسان فرگشتی به دلیل تنوع طبیعی حول یک بهینه، به دلیل انتخاب وابسته به فرکانس (رفتاری چندریختی (زیست‌شناسی) یا به عنوان سازگاری اختیاری مفهوم‌سازی می‌شوند. مانند تغییر قد، برخی از ویژگی‌های شخصیتی ممکن است به سادگی منعکس کننده تنوع بین فردی حول یک بهینه کلی باشد. یا، ویژگی‌های شخصیتی ممکن است نمایانگر «شکل‌های رفتاری» متفاوت ژنتیکی باشند – استراتژی‌های رفتاری جایگزین که به فراوانی استراتژی‌های رفتاری رقابتی در جمعیت برای مثال، اگر اکثر مردم عموماً اعتماد دارند و ساده لوح هستند، شکل رفتاری «متقلب» (یا در حالت شدید، یک جامعه‌شناس) ممکن است سودمند باشد. در نهایت، مانند بسیاری از سازگاری‌های روان‌شناختی دیگر، ویژگی‌های شخصیتی ممکن است اختیاری باشند - حساس به تغییرات معمولی در محیط اجتماعی، به ویژه در دوران رشد اولیه. به عنوان مثال، کودکانی که دیرتر به دنیا می‌آیند بیشتر از فرزندان اول سرکش، کمتر وظیفه‌شناس و بازتر در برابر تجربیات جدید هستند، که ممکن است با توجه به جایگاه ویژه آنها در ساختار خانواده برای آنها مفید باشد. مهم است که توجه داشته باشید که تأثیرات محیطی مشترک نقش نقشی در شخصیت دارند و همیشه از اهمیت کمتری نسبت به عوامل ژنتیکی برخوردار نیستند. با این حال، تأثیرات محیطی مشترک اغلب پس از نوجوانی به صفر می‌رسد اما به‌طور کامل ناپدید نمی‌شود.

#### زبان
به گفته استیون پینکر که براساس نظر نوآم چامسکی است، توانایی جهانی انسان برای یادگیری صحبت کردن بین ۱ تا ۴ سالگی، اساساً بدون آموزش، نشان می‌دهد که اکتساب زبان یک سازگاری روانی کاملاً انسانی است (به ویژه به «غریزه زبان» پینکر مراجعه کنید. پینکر و [پل بلوم (روان‌شناس)] (۱۹۹۰) استدلال می‌کنند که زبان به‌عنوان یک قوه ذهنی شباهت‌های زیادی با اندام‌های پیچیده بدن دارد که نشان می‌دهد، مانند این اندام‌ها، زبان نیز به عنوان یک سازگاری فرگشت یافته‌ست، زیرا این تنها مکانیسم شناخته شده‌ای است که توسط آن چنین اندام‌های پیچیده‌ای می‌توانند رشد کنند.
پینکر از چامسکی پیروی می‌کند و استدلال می‌کند که این واقعیت که کودکان می‌توانند هر زبان انسانی را بدون آموزش صریح بیاموزند نشان می‌دهد که زبان، از جمله بیشتر دستور زبان، اساساً ذاتی است و فقط باید از طریق تعامل فعال شود. خود چامسکی معتقد نیست که زبان به عنوان یک اقتباس فرگشت یافته‌ست، اما پیشنهاد می‌کند که احتمالاً به عنوان محصول جانبی برخی اقتباس‌های دیگر، به اصطلاح محصول جانبی فرگشت یافته‌است. اما پینکر و بلوم استدلال می‌کنند که ماهیت ارگانیک زبان قویاً نشان می‌دهد که منشأ سازگاری دارد.
روانشناسان فرگشتی معتقدند که ژن FOXP2 ممکن است با فرگشت زبان انسان مرتبط باشد. در دهه ۱۹۸۰، روان‌شناس میرنا گوپنیک ژن غالبی را شناسایی کرد که باعث اختلال زبانی در خانواده کی ای بریتانیا می‌شود. این ژن مشخص شد یک جهش در ژن FOXP2. انسان‌ها یک آلل منحصربفرد از این ژن دارند که در غیر این صورت در بیشتر تاریخ فرگشتی پستانداران از نزدیک حفظ شده‌است. به نظر می‌رسد این آلل منحصر به فرد ابتدا دارای بین ۱۰۰ تا ۲۰۰ هزار سال پیش پدیدار شد، و اکنون در انسانها به جز جهانی است. «انسان خردمند» اکنون به‌طور گسترده‌ای بی‌اعتبار شده‌است.
در حال حاضر، چندین نظریه رقیب در مورد منشأ فرگشتی زبان با هم وجود دارند، که هیچ‌یک از آنها به یک اجماع عمومی دست نیافته‌اند. محققان اکتساب زبان در پستانداران و انسان‌ها مانند مایکل توماسلو و توماس گیون استدلال می‌کنند. که چارچوب درون‌گرا نقش تقلید در یادگیری را دست کم گرفته‌است و اصلاً لازم نیست که وجود یک ماژول گرامر ذاتی را برای توضیح فراگیری زبان انسانی مطرح کنیم. تومازلو استدلال می‌کند که مطالعات در مورد چگونگی دستیابی کودکان و نخستی‌ها به مهارت‌های ارتباطی نشان می‌دهد که انسان‌ها رفتار پیچیده‌ای را از طریق تجربه می‌آموزند، به طوری که به جای یک ماژول که به‌طور خاص به فراگیری زبان اختصاص داده شده‌است، زبان توسط همان مکانیسم‌های شناختی به دست می‌آید که برای کسب همه انواع دیگر استفاده می‌شود. رفتارهای منتقل شده از طریق اجتماعی.
در مورد این که آیا زبان به بهترین شکل به عنوان یک اقتباس فرگشت یافته‌است یا به عنوان یک محصول جانبی، زیست‌شناس فرگشتی دبلیو تکومسه فیچ، به دنبال استیون جی گولد، استدلال می‌کند که فرض اینکه هر جنبه‌ای از زبان یک سازگاری است، یا آن زبان در کل یک اقتباس است. او برخی از رشته‌های روان‌شناسی فرگشتی را به دلیل پیشنهاد دیدگاه پان-سازگاری‌گرایانه دربارهٔ فرگشت مورد انتقاد قرار می‌دهد و سؤال پینکر و بلوم را در مورد اینکه آیا «زبان به عنوان یک اقتباس فرگشت یافته‌است» را به عنوان گمراه‌کننده رد می‌کند. او در عوض استدلال می‌کند که از دیدگاه زیست‌شناختی، ریشه‌های فرگشتی زبان به بهترین نحو به‌عنوان نتیجهٔ احتمالی هم‌گرایی بسیاری از سازگاری‌های جداگانه در یک سیستم پیچیده تصور می‌شود. استدلال مشابهی توسط ترنس دیکن که در «گونه‌های نمادین» استدلال می‌کند که ویژگی‌های مختلف زبان با فرگشت ذهن فرگشت یافته‌است و توانایی استفاده از ارتباط نمادین در تمام فرآیندهای شناختی دیگر ادغام شده‌است.
اگر این نظریه که زبان می‌تواند به عنوان یک اقتباس منفرد فرگشتی افته باشد پذیرفته شود، این سؤال پیش می‌آید که کدام یک از کارکردهای متعدد آن اساس اقتباس بوده‌است. چندین فرضیه فرگشت مطرح شده‌است: این که زبان به منظور آراستگی اجتماعی فرگشت یافته‌است، این که به عنوان راهی برای نشان دادن پتانسیل جفت‌گیری فرگشت یافته‌ست یا اینکه برای تشکیل قراردادهای اجتماعی فرگشت یافته‌است. روانشناسان فرگشتی تشخیص می‌دهند که این نظریه‌ها همگی حدسی هستند و برای درک اینکه چگونه زبان ممکن است به‌طور انتخابی اقتباس شده باشد به شواهد بیشتری نیاز است.

### جفت‌گیری
با توجه به اینکه تولید مثل جنسی وسیله ای برای تکثیر ژن‌ها در نسل‌های آینده است، انتخاب جنسی نقش زیادی در فرگشت انسان ایفا می‌کند؛ بنابراین، انسان جفت‌گیری مورد توجه روانشناسان فرگشتی است که هدفشان بررسی مکانیسم‌های فرگشت‌یافته برای جذب و تأمین امنیت همسران است. چندین خط تحقیق از این علاقه ناشی شده‌است، مانند مطالعات انتخاب جفت اغواگری، حفظ همسر، ترجیحات جفت‌گیری و درگیری جنسی.
در سال ۱۹۷۲ رابرت تریورز یک مقاله اثرگذار منتشر کرد در مورد تفاوت‌های جنسی که اکنون به عنوان سرمایه‌گذاری والدین (زیست‌شناسی) شناخته می‌شود. تفاوت اندازه گامت (ناجورکامی) تفاوت اساسی و تعیین‌کننده بین نر (گامت‌های کوچک – اسپرم) و ماده (گامت‌های بزرگ – تخمک) است. تریورز خاطرنشان کرد که ناهمسری معمولاً منجر به سطوح مختلف سرمایه‌گذاری والدین بین دو جنس می‌شود، و زنان در ابتدا بیشتر سرمایه‌گذاری می‌کنند. تریورز پیشنهاد کرد که این تفاوت در سرمایه‌گذاری والدین منجر به گزینش جنسی جفت‌یابی (انسان) بین دو جنس و به درگیری جنسی می‌شود. برای مثال، او پیشنهاد کرد که جنسیتی که کمتر روی فرزندان سرمایه‌گذاری می‌کند، عموماً برای دسترسی به جنسیت با سرمایه‌گذاری بالاتر برای افزایش برازش فراگیر خود رقابت می‌کند. تریورز معتقد است که سرمایه‌گذاری متفاوت والدین منجر به فرگشت دوشکلی‌های جنسی در گزینش جفت، رقابت تولیدمثلی درون و بین جنسی، و نمایش جفت‌خواهی شده‌است. در پستانداران، از جمله انسان، ماده‌ها سرمایه‌گذاری والدین بسیار بیشتری نسبت به نرها انجام می‌دهند (یعنی آبستنی به دنبال زایمان و شیردهی). نظریه سرمایه‌گذاری والدین شاخه ای از نظریه تاریخچه زندگی است.
دیوید باس و دیوید پی. اشمیت (۱۹۹۳) «تئوری استراتژی‌های جنسی» پیشنهاد کرد که به دلیل سرمایه‌گذاری متفاوت والدین، انسان‌ها سازگاری‌های دوشکل جنسی مرتبط با «دسترسی جنسی، ارزیابی باروری، تعهد جویی و اجتناب، تهیه منابع فوری و پایدار، اطمینان از پدری، ارزیابی ارزش همسر، و سرمایه‌گذاری والدین» را فرگشت داده‌اند. «نظریه تداخل استراتژیک» آنها پیشنهاد می‌کند که تعارض بین جنسیت‌ها زمانی رخ می‌دهد که استراتژی‌های بین جنسیتی ترجیحی با یک راهبرد تولید مثلی ترجیح داده شود. جنس دیگر، که منجر به فعال شدن واکنش‌های احساسی مانند خشم یا حسادت می‌شود.
معمولاً زنان در انتخاب جفت، مخصوصاً در شرایط طولانی مدت جفت‌گیری، گزینش بیشتری دارند. با این حال، تحت برخی شرایط، جفت‌گیری کوتاه‌مدت می‌تواند مزایایی را نیز برای زنان به همراه داشته باشد، مانند بیمه باروری، تجارت تا ژن‌های بهتر، کاهش خطر همخونی و محافظت بیمه‌ای از فرزندان او
به دلیل عدم قطعیت پدری مرد، تفاوت‌های جنسیتی در حوزه حسادت جنسی یافت شده‌است. معمولاً زنان نسبت به خیانت عاطفی واکنش نامطلوب‌تری نشان می‌دهند و مردان نسبت به خیانت جنسی واکنش بیشتری نشان می‌دهند. این الگوی خاص پیش‌بینی می‌شود زیرا هزینه‌های جفت‌گیری برای هر جنس متمایز است. زنان، به‌طور متوسط، باید همسری را ترجیح دهند که بتواند منابعی را ارائه دهد (مانند مالی، تعهد)، بنابراین، یک زن با همسری که مرتکب خیانت عاطفی می‌شود، خطر از دست دادن چنین منابعی را دارد. از سوی دیگر، مردان هرگز از پدری ژنتیکی فرزندان خود مطمئن نیستند، زیرا آنها فرزندان خود را به دنیا نمی‌آورند. این نشان می‌دهد که برای مردان خیانت جنسی به‌طور کلی بدتر از خیانت عاطفی است زیرا سرمایه‌گذاری منابع روی فرزندان مرد دیگر منجر به انتشار ژن‌های خود نمی‌شود.
یکی دیگر از تحقیقات جالب این است که ترجیحات همسر زنان را در تخمک‌گذاری بررسی می‌کند.
زیربنای نظری این تحقیق این است که زنان اجدادی مکانیسم‌هایی برای انتخاب همسر با ویژگی‌های خاص بسته به وضعیت هورمونی خود داشته‌اند. این نظریه که به عنوان فرضیه تغییر تخمک گذاری شناخته می‌شود، بیان می‌کند که در طول مرحله تخمک گذاری سیکل زنان (تقریباً روزهای ۱۰ تا ۱۵ سیکل یک زن)، زنی که با نر با کیفیت ژنتیکی بالا جفت‌گیری می‌کند، به‌طور متوسط احتمال بیشتری برای تولید و به دنیا آوردن فرزندان سالم دارد تا زنی که با نر با کیفیت ژنتیکی پایین جفت می‌شود. پیش‌بینی می‌شود که این ترجیحات احتمالی به‌ویژه برای حوزه‌های جفت‌گیری کوتاه‌مدت آشکار باشد، زیرا یک جفت نر بالقوه فقط به یک فرزند بالقوه ژن ارائه می‌دهد. این فرضیه به محققان اجازه می‌دهد تا بررسی کنند که آیا زنان همسرانی را انتخاب می‌کنند که دارای ویژگی‌هایی هستند که نشان‌دهنده کیفیت ژنتیکی بالا در مرحله باروری بالا در چرخه‌های تخمک‌گذاری هستند. در واقع، مطالعات نشان داده‌اند که ترجیحات زنان در طول چرخه تخمک گذاری متفاوت است. به‌طور خاص، هاسلتون و میلر (۲۰۰۶) نشان دادند که زنان بسیار بارور مردان خلاق اما فقیر را به عنوان همسر کوتاه مدت ترجیح می‌دهند. خلاقیت ممکن است نماینده ای برای ژن‌های خوب باشد. تحقیقات گنگستاد و همکاران. (۲۰۰۴) نشان می‌دهد که زنان بسیار بارور مردانی را ترجیح می‌دهند که حضور اجتماعی و رقابت درون جنسی را نشان می‌دهند. این ویژگی‌ها ممکن است به‌عنوان نشانه‌هایی عمل کنند که به زنان کمک می‌کند پیش‌بینی کنند که مردان ممکن است منابعی داشته باشند یا بتوانند منابعی را به دست آورند.

### فرزندپروری
تولید مثل همیشه برای زنان پرهزینه است و برای مردان نیز می‌تواند هزینه بر باشد. افراد از نظر میزانی که می‌توانند زمان و منابع خود را برای تولید و پرورش جوان خود اختصاص دهند محدود هستند و چنین هزینه‌هایی ممکن است برای وضعیت آینده، بقا و بازده باروری بیشتر آنها مضر باشد.
سرمایه‌گذاری والدین هر گونه هزینه والدین (زمان، انرژی و غیره) است که به نفع یک فرزند است و هزینه‌ای برای توانایی والدین برای سرمایه‌گذاری در سایر مؤلفه‌های سازگاری دارد (Clutton-Brock 1991: 9; Trivers ۱۹۷۲). اجزای سازگاری (بیتی ۱۹۹۲) شامل رفاه فرزندان موجود، آینده والدین تولیدمثل جنسی و سازگاری فراگیر از طریق کمک به خویشاوندان است (ویلیام دی همیلتون، ۱۹۶۴). نظریه سرمایه‌گذاری والدین شاخه ای از نظریه تاریخ زندگی است.
مزایای سرمایه‌گذاری والدین برای فرزندان بسیار زیاد است و با تأثیرات آن بر وضعیت، رشد، بقا و در نهایت بر موفقیت باروری فرزندان مرتبط است. با این حال، این مزایا می‌تواند به قیمت توانایی والدین برای تولید مثل در آینده باشد، به عنوان مثال. از طریق افزایش خطر آسیب هنگام دفاع از فرزندان در برابر شکارچیان، از دست دادن فرصت‌های جفت‌گیری در حین پرورش فرزندان، و افزایش زمان تولید مثل بعدی. به‌طور کلی، والدین باید انتخاب طبیعی تفاوت بین مزایا و هزینه‌ها را به حداکثر برسانند، و مراقبت والدین احتمالاً زمانی فرگشت می‌یابد که مزایا از هزینه‌ها بیشتر شود.
اثر سیندرلا ادعا می‌شود که فرزندان ناتنی مورد آزار جسمی، عاطفی یا جنسی، نادیده گرفته شدن، قتل یا بدرفتاری‌های دیگری توسط والدین ناتنی‌شان با نرخ‌های بسیار بالاتری نسبت به همتایان ژنتیکی خود قرار می‌گیرند. نام خود را از شخصیت افسانه‌ای سیندرلا گرفته‌است که در داستان توسط نامادری و خواهران ناتنی‌اش مورد بدرفتاری ظالمانه‌ای قرار گرفت. دالی و ویلسون (۱۹۹۶) خاطرنشان کردند: «تفکر فرگشتی منجر به کشف مهم‌ترین عامل خطر برای قتل کودک شد - حضور ناتنی. تلاش و سرمایه‌گذاری والدین منابع ارزشمندی هستند و انتخاب به نفع آنهاست. روان‌های والدینی که تلاش‌های مؤثری را برای ارتقای سازگاری تخصیص می‌دهند. مشکلات سازگاری که تصمیم‌گیری والدین را به چالش می‌کشد شامل شناسایی دقیق فرزندان و تخصیص منابع بین آنها با حساسیت به نیازها و توانایی‌های آنها برای تبدیل سرمایه‌گذاری والدین به افزایش سازگاری است. فرزندان ناتنی به ندرت یا هرگز به اندازه فرزندان خود برای سازگاری مورد انتظار فرد ارزشمند نبودند و آن روان‌های والدینی که به راحتی توسط هر جوان جذابی انگلی می‌شدند، باید همیشه دارای یک ضرر انتخابی بوده باشند» (دالی و ویلسون، ۱۹۹۶؛ ص ۶۴–۶۵). با این حال، آنها خاطرنشان می‌کنند که همه والدین ناتنی «نخواهند» از فرزندان شریک خود سوء استفاده کنند، یا اینکه والدین ژنتیکی بیمه ای در برابر سوء استفاده هستند. آنها مراقبت گام به گام والدین را در درجه اول «تلاش جفت‌گیری» نسبت به والدین ژنتیکی می‌دانند.
طبقِ گفتهٔ وود و ایگلی (۲۰۰۲) «روانشناسانِ فرگشتی، فعالیت‌های مردان در جامعه را، بازتابِ رقابت ایشان در به‌دست آوردنِ منابع با هدفِ جذبِ زنان می‌دانند. زنانِ جامعه نیز در جریانِ تطور زیستی، کسی را به عنوانِ جفت ترجیح می‌دهند که از عهدهٔ تأمینِ منابع برای آن‌ها و فرزندان‌شان برآید. همچنین مردان با توجه به اندام‌های زنان (که شکل و شمایل آن بیانگر میزان چربی و استروژن در بدن زن است) کسی را که بتواند قدرت زادآوری بهتر، و مادر مناسب تری برای فرزندان‌شان باشد ترجیح می‌دهند. از این دیدگاه، مردان تمایل دارند برای اطمینان یافتن از قطعیت پدری شان و در نتیجه تأمینِ منابع برای فرزندانِ زیستی (حقیقی) شان، بر تمایلات جنسیِ زنان نظارت و کنترل داشته باشند.
دیدگاهِ فرگشتی همچنین عقیده دارد که گرایش به نظارت و کنترلِ زنان توسط مردان در تمامی فرهنگ‌ها مشترک است. به این ترتیب از این دیدگاه، تمایلاتی که طیِ فرگشت در مردان به منظورِ جمع‌آوری منابع و کنترلِ میل جنسیِ زنان ایجاد شده‌است، مسئولِ تقسیم‌بندی جنسیتیِ موقعیت، قدرت و منابع در تمامیِ فرهنگ‌ها به‌شمار می‌آید.

### خانواده و خویشاوند
برازش شامل مجموع سازگاری کلاسیک یک موجود زنده است (چه تعداد از فرزندان خود را تولید می‌کند و پشتیبانی می‌کند) و تعداد معادل‌هایی از فرزندان خود که می‌تواند با حمایت از دیگران به جمعیت اضافه کند. اولین مؤلفه سازگاری کلاسیک توسط همیلتون (۱۹۶۴) نامیده می‌شود.
از دیدگاه ژن، موفقیت فرگشتی در نهایت به پشت سر گذاشتن حداکثر تعداد کپی از خود در جمعیت بستگی دارد. تا سال ۱۹۶۴، عموماً اعتقاد بر این بود که ژن‌ها تنها با وادار کردن فرد به ترک حداکثر تعداد فرزندان زنده به این امر دست می‌یابند. با این حال، در سال ۱۹۶۴ همیلتون از نظر ریاضی ثابت کرد که از آنجایی که بستگان نزدیک یک ارگانیسم دارای ژن‌های یکسانی هستند، یک ژن می‌تواند موفقیت فرگشتی خود را با ارتقای تولید مثل و بقای این افراد مرتبط یا افراد مشابه افزایش دهد. همیلتون به این نتیجه رسید که این امر منجر به انتخاب طبیعی برای ارگانیسم‌هایی می‌شود که به گونه ای رفتار می‌کنند که تناسب فراگیر آنها را به حداکثر برساند. همچنین درست است که انتخاب طبیعی رفتاری را که تناسب فردی را به حداکثر می‌رساند، ترجیح می‌دهد.
قانون همیلتون به‌طور ریاضی توصیف می‌کند که آیا ژنی برای رفتار نوع دوستانه در یک جمعیت پخش می‌شود یا خیر:
- {\displaystyle rb>c\ }

جایی که
- {\displaystyle c\ } هزینه باروری برای نوع دوست است،
- {\displaystyle b\ } فایده تولیدمثلی است متناسب با گیرنده رفتار نوع دوستانه، و {\displaystyle r\ } احتمالی است که بالاتر از میانگین جمعیت افراد دارای ژن نوع دوستانه هستند - که معمولاً به عنوان «درجه خویشاوندی» در نظر گرفته می‌شود.

این مفهوم توضیح می‌دهد که چگونه انتخاب طبیعی می‌تواند نوع دوستی را تداوم بخشد. اگر یک «ژن نوع‌دوستی» (یا مجموعه‌ای از ژن‌ها) وجود داشته باشد که بر رفتار ارگانیسم تأثیر می‌گذارد تا از بستگان و فرزندان آنها کمک کند و از آنها محافظت کند، این رفتار همچنین نسبت ژن نوع‌دوستی را در جمعیت افزایش می‌دهد، زیرا بستگان احتمالاً مشترک هستند. ژن با نوع دوست به دلیل هویت بر اساس نسب. نوع‌دوستان همچنین ممکن است راهی برای تشخیص رفتار نوع دوستانه در افراد غیر مرتبط داشته باشند و تمایل به حمایت از آنها داشته باشند. همان‌طور که داوکینز در کتاب «ژن خودخواه» (فصل ۶) و «فنوتیپ توسعه یافته» اشاره می‌کند، این را باید از اثر ریش سبز متمایز کرد.
اگرچه عموماً درست است که انسان‌ها نسبت به خویشاوندان خود بیشتر نوع‌دوست هستند تا نسبت به غیر خویشاوندان، مکانیسم‌های نزدیکی که این همکاری را واسطه می‌کنند مورد بحث قرار گرفته‌است (به تشخیص خویشاوندی مراجعه کنید)، و برخی استدلال می‌کنند که وضعیت خویشاوندی تعیین می‌شود. عمدتاً از طریق عوامل اجتماعی و فرهنگی (مانند زندگی مشترک، معاشرت مادری خواهران و غیره)، در حالی که دیگران استدلال کرده‌اند که تشخیص خویشاوندی می‌تواند توسط عوامل بیولوژیکی مانند شباهت چهره و شباهت ایمونوژنتیکی مجتمع اصلی سازگاری بافتی (MHC) نیز واسطه شود. برای بحث در مورد تعامل این عوامل اجتماعی و بیولوژیکی تشخیص خویشاوندی، به لیبرمن، توبی و کاسمیدز (۲۰۰۷) مراجعه کنید. (PDF). مکانیسم‌های تقریبی تشخیص خویشاوندی هرچه باشد، شواهد قابل‌توجهی وجود دارد که انسان‌ها به‌طور کلی نسبت به نزدیکان ژنتیکی نسبت به غیر خویشاوندان نوع دوستانه‌تر عمل می‌کنند.

### تعامل با غیر خویشاوندان / متقابل
اگرچه تعاملات با غیر خویشاوندان عموماً در مقایسه با افراد خویشاوند کمتر نوع دوستانه است، همکاری با غیر خویشاوندان را می‌توان از طریق تعامل دوجانبه سودمند همان‌طور که توسط رابرت تریورز پیشنهاد شد حفظ کرد. دو بازیکن در یک بازی فرگشتی که در آن هر یک از آنها می‌توانند «همکاری» یا «نقص» را انتخاب کنند، در این صورت ممکن است استراتژی همکاری متقابل ترجیح داده شود، حتی اگر در کوتاه مدت به هر بازیکن پرداخت شود تا زمانی که دیگری همکاری می‌کند، جدا شود. . رفتار متقابل مستقیم تنها در صورتی می‌تواند به فرگشت همکاری منجر شود که احتمال، w، رویارویی دیگر بین همان دو فرد از نسبت هزینه به سود عمل نوع دوستانه بیشتر باشد:
w > c/b
اگر اطلاعات مربوط به تعاملات قبلی به اشتراک گذاشته شود، عمل متقابل نیز می‌تواند غیرمستقیم باشد. شهرت امکان فرگشت همکاری را با عمل متقابل غیرمستقیم فراهم می‌کند. انتخاب طبیعی از استراتژی‌هایی حمایت می‌کند که تصمیم برای کمک را بر اساس شهرت گیرنده استوار می‌کند: مطالعات نشان می‌دهد که افرادی که مفیدتر هستند، احتمال بیشتری برای دریافت کمک دارند. محاسبات متقابل غیرمستقیم پیچیده‌است و تنها بخش کوچکی از این جهان کشف شده‌است، اما دوباره یک قانون ساده ظاهر شده‌است. عمل متقابل غیرمستقیم تنها زمانی می‌تواند همکاری را تقویت کند که احتمال، q، دانستن شهرت شخصی از نسبت هزینه به سود عمل نوع دوستانه بیشتر باشد.
q > c/b
یکی از مشکلات مهم با این توضیح این است که افراد ممکن است بتوانند ظرفیت مخفی کردن شهرت خود را افزایش دهند و احتمال شناخته شدن آن را کاهش دهند.
تریورز استدلال می‌کند که دوستی و احساسات مختلف اجتماعی به منظور مدیریت روابط متقابل فرگشت یافته‌ست. او می‌گوید که دوست داشتن و دوست نداشتن برای کمک به اجداد انسان امروزی برای ایجاد ائتلاف با دیگرانی که متقابلاً واکنش نشان دادند و کسانی را که متقابل نکردند حذف کردند. اجداد انسان‌های امروزی را برانگیخت تا پس از بهره‌مندی از نوع دوستی دیگران، به نحوی متقابل رفتار کنند.
خشم اخلاقی ممکن است برای جلوگیری از سوء استفاده از نوع دوستی توسط افراد متقلب فرگشتی افته باشد، و قدردانی ممکن است انگیزه اجداد انسان‌های امروزی را داشته باشد تا پس از بهره‌مندی از نوع دوستی دیگران، به نحو مناسبی متقابل شوند. به همین ترتیب، انسان‌های امروزی وقتی نمی‌توانند متقابل عمل کنند، احساس گناه می‌کنند. این انگیزه‌های اجتماعی با آنچه روانشناسان فرگشتی انتظار دارند در سازگاری‌هایی که برای به حداکثر رساندن منافع و به حداقل رساندن معایب رفتار متقابل فرگشت یافته‌اند، مطابقت دارند.
روانشناسان فرگشتی می‌گویند که انسان‌ها سازگاری‌های روان‌شناختی دارند که به‌طور خاص به ما کمک می‌کنند تا افراد غیر متقابل را شناسایی کنیم، که معمولاً به آنها «متقلب‌ها» می‌گویند. در سال ۱۹۹۳، رابرت فرانک و همکارانش دریافتند که شرکت کنندگان در سناریوی معضل یک زندانی اغلب قادر بودند بر اساس نیم ساعت تعامل اجتماعی بدون ساختار، پیش‌بینی کنند که آیا شریک زندگی آنها «خیانت می‌کنند»، برای مثال، در آزمایشی در سال ۱۹۹۶، لیندا میلی و همکارانش دریافتند که مردم در به خاطر سپردن چهره افراد بهتر عمل می‌کنند، زمانی که این چهره‌ها با داستان‌هایی در مورد تقلب آن‌ها (مانند اختلاس پول از یک کلیسا) همراه بود.

### عمل متقابل قوی (یا «تقابل قبیله ای»)
انسان‌ها ممکن است مجموعه‌ای فرگشتی افته از سازگاری‌های روان‌شناختی داشته باشند که آنها را مستعد می‌کند تا با اعضای قبیله خود در گروه همکاری بیشتری داشته باشند، و با اعضای بیرون گروه بد باشند. این سازگاری‌ها ممکن است نتیجه جنگ قبیله ای باشد.
انسان‌ها همچنین ممکن است استعدادهایی برای «مجازات نوع‌دوستانه» داشته باشند - برای تنبیه اعضای درون گروهی که قوانین درون گروهی را نقض می‌کنند، حتی زمانی که این رفتار نوع دوستانه از نظر کمک به افرادی که با آنها مرتبط هستید قابل توجیه نباشد. (انتخاب خویشاوندی)، همکاری با کسانی که دوباره با آنها تعامل خواهید داشت (تقابل مستقیم)، یا همکاری برای بهبود شهرت خود با دیگران (تقابل غیر مستقیم).

## روان‌شناسی و فرهنگ فرگشتی
اگرچه روان‌شناسی فرگشتی به‌طور سنتی بر رفتارهای سطح فردی متمرکز شده‌است، که توسط سازگاری‌های روانی نوع گونه تعیین می‌شود. کار قابل توجهی در مورد چگونگی شکل‌دهی و در نهایت حاکمیت فرهنگ این سازگاری‌ها انجام شده‌است (توبی و کاسمیدز، ۱۹۸۹). توبی و کاسمیدز (۱۹۸۹) استدلال کردند که ذهن متشکل از بسیاری از سازگاری‌های روان‌شناختی خاص حوزه است، که برخی از آنها ممکن است مطالب فرهنگی آموخته شده یا آموزش داده شده را محدود کنند. برخلاف برنامه اکتساب فرهنگی حوزه عمومی، که در آن فرد به‌طور منفعلانه مطالبی را که به صورت فرهنگی منتقل می‌شود از گروه دریافت می‌کند، توبی و کاسمیدز (۱۹۸۹)، در میان دیگران، استدلال می‌کنند که: «روان برای ایجاد رفتار سازگاری به جای تکراری فرگشت یافته‌ست. از این رو رفتار اطرافیان را به شیوه‌های بسیار ساختارمند و الگو تحلیل می‌کند تا به عنوان منبع اطلاعاتی غنی (اما به هیچ وجه تنها) مورد استفاده قرار گیرد تا از آن یک «فرهنگ خصوصی» یا یک سیستم سازگاری متناسب با فردی ساخته شود. در نتیجه، این سیستم ممکن است منعکس کننده رفتار دیگران در هر زمینه ای باشد یا نباشد.» (Tooby and Cosmides 1989).
توضیحات بیولوژیکی فرهنگ انسانی نیز انتقادهایی را به روان‌شناسی فرگشتی وارد کرد: روان‌شناسان فرگشتی روان و فیزیولوژی انسان را محصولی ژنتیکی می‌دانند و فرض می‌کنند که ژن‌ها حاوی اطلاعات رشد و کنترل ارگانیسم هستند و این اطلاعات از نسلی به نسل دیگر منتقل می‌شود. بعدی از طریق ژن‌ها.
روان‌شناسان فرگشتی بدین ترتیب ویژگی‌های فیزیکی و روانی انسان را به صورت ژنتیکی برنامه‌ریزی شده می‌بینند. حتی در آن زمان، وقتی روان‌شناسان فرگشتی تأثیر محیط بر رشد انسان را تصدیق می‌کنند، محیط را فقط به عنوان یک فعال کننده یا محرک برای دستورالعمل‌های رشد برنامه‌ریزی‌شده رمزگذاری شده در ژن‌ها درک می‌کنند. به عنوان مثال، روان‌شناسان فرگشتی بر این باورند که مغز انسان از ماژول‌های ذاتی تشکیل شده‌است که هر یک از آن‌ها فقط برای کارهای بسیار خاص تخصص دارند، مثلاً. یک ماژول اضطراب به گفته روان‌شناسان فرگشتی، این ماژول‌ها پیش از رشد واقعی ارگانیسم داده می‌شوند و سپس توسط برخی رویدادهای محیطی فعال می‌شوند. منتقدان اعتراض می‌کنند که این دیدگاه تقلیل‌گرایانه است و تخصص شناختی تنها از طریق تعامل انسان‌ها با محیط واقعی‌شان به‌جای محیط اجداد دور به وجود می‌آید. رویکردهای بین‌رشته‌ای به‌طور فزاینده‌ای در تلاش هستند تا میان این دیدگاه‌های متضاد میانجیگری کنند و تأکید کنند که دلایل بیولوژیکی و فرهنگی لازم نیست در تبیین رفتار انسانی و حتی دستاوردهای فرهنگی پیچیده متضاد باشند.

## در زیر شاخه‌های روان‌شناسی

### روان‌شناسی رشد
به گفته پاول بالتس، مزایایی که توسط انتخاب فرگشتی اعطا می‌شود با افزایش سن کاهش می‌یابد. انتخاب طبیعی بسیاری از شرایط مضر و ویژگی‌های ناسازگاری را که در میان سالمندان ظاهر می‌شود، از بین نبرده‌است، مانند بیماری آلزایمر. اگر این یک بیماری بود که به جای ۷۰ ساله‌ها، ۲۰ ساله‌ها را می‌کشد، ممکن بود این بیماری باشد که انتخاب طبیعی می‌توانست از سنین قبل آن را از بین ببرد؛ بنابراین، بدون کمک فشارهای فرگشتی در برابر شرایط ناسازگار، انسان‌های مدرن از دردها، دردها و ناتوانی‌های ناشی از پیری رنج می‌برند و با کاهش مزایای انتخاب فرگشتی با افزایش سن، نیاز به رسانه‌های تکنولوژیک مدرن در برابر شرایط غیر سازگار افزایش می‌یابد.

### روان‌شناسی اجتماعی
از آنجایی که انسان‌ها گونه‌ای بسیار اجتماعی هستند، مشکلات سازگاری زیادی در ارتباط با مسیریابی در جهان اجتماعی وجود دارد (به عنوان مثال، حفظ متحدان، مدیریت سلسله مراتب وضعیت، تعامل با اعضای برون گروه، هماهنگی فعالیت‌های اجتماعی، تصمیم‌گیری جمعی). محققان در زمینه نوظهور روان‌شناسی اجتماعی فرگشتی اکتشافات زیادی در رابطه با موضوعاتی که به‌طور سنتی توسط روان‌شناس اجتماعی مورد مطالعه قرار می‌گیرد، انجام داده‌اند. اجسام، از جمله ادراک فرد، شناخت اجتماعی، نگرش، نوع دوستی، احساسات، پویایی گروه، رهبری، انگیزه، تعصب، روابط بین گروهی و تفاوت‌های بین فرهنگی.
هنگامی که انسان برای حل یک مشکل تلاش می‌کند در سنین پایین قاطعیت نشان می‌دهد در حالی که شامپانزه‌ها هیچ حالت چهره قابل مقایسه ای ندارند. محققان گمان می‌کنند که بیان مصمم انسان فرگشت یافته‌ست، زیرا وقتی یک انسان مصمم بر روی مشکلی کار می‌کند، افراد دیگر اغلب کمک می‌کنند.

### روان‌شناسی غیرطبیعی
فرضیه‌های سازگاری‌گرا در مورد علت‌شناسی اختلالات روانی اغلب مبتنی بر تشابهات بین اختلالات فیزیولوژیکی و روانی است، همان‌طور که در جدول زیر ذکر شده‌است. از نظریه پردازان برجسته و روان پزشکان فرگشتی می‌توان به مایکل تی. مک گوایر، آنتونی استیونز و راندولف نسه. آن‌ها و دیگران پیشنهاد می‌کنند که اختلالات روانی ناشی از اثرات متقابل طبیعت و تربیت است، و اغلب دلایل متعددی دارند.
| مکانیسم علت شکست یا عملکرد نادرست سازگاری | مثال فیزیولوژیکی                                                                                    | مثال روان‌شناسی فرضی |
| ----------------------------------------- | --------------------------------------------------------------------------------------------------- | --- |
| «سازگاری کارکردی (دفاع سازگاری)»          | تب / استفراغ (پاسخ‌های عملکردی به عفونت یا مصرف سموم)                                                | افسردگی یا اضطراب خفیف (پاسخ‌های عملکردی به از دست دادن خفیف یا استرس/ کاهش تعاملات اجتماعی برای جلوگیری از عفونت توسط پاتوژن‌های مسری) |
| محصول جانبی اقتباس(ها)                    | گاز روده (محصول جانبی هضم فیبر)                                                                     | فتیش جنسی (?) (محصول جانبی احتمالی سازگاری‌های عادی برانگیختگی جنسی که بر روی اشیاء غیرمعمول یا موقعیت)                                |
| سازگاری با جلوه‌های متعدد                  | کم‌خونی داسی‌شکل (ژنی که مقاومت مالاریا را به شکل هموزیگوت ایجاد می‌کند، باعث کم خونی سلول داسی می‌شود) | اسکیزوفرنی یا اختلال دوقطبی (ممکن است عوارض جانبی سازگاری برای سطوح بالای خلاقیت باشد، شاید وابسته به رشدی متناوب مسیرها)             |
| سازگاری نادرست                            | آلرژی (پاسخ‌های ایمونولوژیک بیش از حد واکنشی)                                                        | طیف اوتیسم (نقص احتمالی پیمانه بودن نظریه ذهن)                                                                                        |
| واژگان انتخاب وابسته به فراوانی           | دو جنس / انواع مختلف خون و سیستم ایمنی                                                              | اختلال شخصیت (ممکن است راهبردهای رفتاری جایگزین را نشان دهد که احتمالاً به شیوع آن در جمعیت بستگی دارد)                                |
| عدم تطابق بین محیط اجدادی و فعلی          | دیابت نوع ۲ (ممکن است مربوط به فراوانی غذاهای شیرین در دنیای مدرن باشد)                             | تعامل بیشتر مدرن با غریبه‌ها (در مقایسه با خانواده و دوستان نزدیک) ممکن است باعث بروز بیشتر افسردگی و اضطراب شود.                      |
| دم از توزیع نرمال (منحنی زنگی)            | کوتاه‌قامتی یا غول‌پیکری                                                                              | انتهای توزیع ویژگی‌های شناختی و شخصیتی (به عنوان مثال، به شدت درونگرایی و برونگرایی یا تیزهوشی و کم‌توانی ذهنی)                         |

روان‌شناسان فرگشتی پیشنهاد کرده‌اند که اسکیزوفرنی و اختلال دوقطبی ممکن است منعکس کننده یک اثر جانبی ژن‌ها با مزایای سازگاری، مانند افزایش خلاقیت باشد. برخی افراد مبتلا به اختلال دوقطبی به ویژه در مراحل مانیا خلاق هستند و بستگان نزدیک افراد مبتلا به اسکیزوفرنی به احتمال زیاد مشاغل خلاقانه دارند.)
گزارشی در سال ۱۹۹۴ توسط انجمن روان‌پزشکی آمریکا نشان داد که افراد مبتلا به اسکیزوفرنی در فرهنگ‌های غربی و غیرغربی و در جوامع صنعتی و شبانی تقریباً به همان میزان هستند و این نشان می‌دهد که اسکیزوفرنی یک بیماری تمدنی و نه یک اختراع اجتماعی خودسرانه است. اختلال شخصیت ضداجتماعی ممکن است نشان دهنده یک استراتژی پایدار از نظر فرگشتی باشد، که به موجب آن تعداد کمی از افرادی که در قراردادهای اجتماعی تقلب می‌کنند در جامعه ای که عمدتاً از افراد غیراجتماعی تشکیل شده‌است سود می‌برند. افسردگی خفیف ممکن است یک پاسخ سازگاری برای کناره‌گیری و ارزیابی مجدد موقعیت‌هایی باشد که منجر به نتایج نامطلوب شده‌است («فرضیه نشخوار تحلیلی») (رجوع کنید به رویکردهای فرگشتی به افسردگی).
برخی از این حدس و گمان‌ها هنوز باید به فرضیه‌های کاملاً قابل آزمایش تبدیل شوند و برای تأیید اعتبار آنها به تحقیقات زیادی نیاز است.

### رفتار ضد اجتماعی و جنایتکارانه
روان‌شناسی فرگشتی برای تبیین بزه یا رفتار غیراخلاقی به عنوان سازگاری یا مرتبط با رفتارهای سازگاری به کار رفته‌است. مردان عموماً پرخاشگرتر از زنان هستند، که به دلیل تلاش بسیار بیشتری که برای کمک به بارداری و فرزندپروری انجام می‌دهند، شرکای خود را انتخاب می‌کنند. فرض بر این است که مردان تهاجمی تر، ناشی از رقابت تولید مثلی شدیدتری است که آنها با آن مواجه هستند. مردان با وضعیت پایین ممکن است به ویژه در معرض بی فرزندی قرار بگیرند. ممکن است از نظر فرگشتی درگیر شدن در رفتارهای پرخطر و خشونت‌آمیز پرخاشگرانه برای افزایش موقعیت و در نتیجه موفقیت باروری آنها سودمند بوده باشد. این ممکن است توضیح دهد که چرا مردان به‌طور کلی در جنایات بیشتری درگیر می‌شوند و چرا موقعیت پایین و مجرد بودن با جنایت همراه است. علاوه بر این، استدلال می‌شود که رقابت بر سر زنان به‌ویژه در اواخر نوجوانی و بزرگسالی شدید بوده‌است، که این نظریه را توضیح می‌دهد که چرا نرخ جرم و جنایت در این دوره به‌ویژه بالاست. برخی از جامعه‌شناسان، قرار گرفتن در معرض افتراقی با آندروژن‌ها را علت این رفتارها دانسته‌اند، به ویژه لی الیس در کتاب خود نظریه فرگشتی نورواندروژنیک.
بسیاری از درگیری‌هایی که سبب آسیب و مرگ می‌شوند، شامل موقعیت، شهرت و توهین‌های به ظاهر بی‌اهمیت هستند. گزارشی در سال ۱۹۹۴ توسط انجمن روان‌پزشکی آمریکا نشان داد که افراد مبتلا به اسکیزوفرنی در فرهنگ‌های غربی و غیر غربی و در جوامع صنعتی و شبانی تقریباً به همان میزان هستند، که نشان می‌دهد اسکیزوفرنی یک بیماری تمدنی و نه یک اختراع اجتماعی خودسرانه است.استیون پینکر در کتاب فرشتگان بهتر طبیعت ما استدلال می‌کند که در جوامع غیردولتی بدون پلیس، داشتن یک نظریه بازدارندگی بسیار مهم بوده‌است؛ بنابراین، این مهم بود که برای انتقام‌جویی شهرت معتبری داشته باشیم و در نتیجه غرایز انسان‌ها برای انتقام و همچنین برای حفظ آبرو («شرف») ایجاد شود. پینکر استدلال می‌کند که توسعه ایالت و پلیس به‌طور چشمگیری سطح خشونت را در مقایسه با محیط اجدادی کاهش داده‌است. هر زمان که دولت از بین می‌رود، که می‌تواند بسیار محلی باشد، مانند مناطق فقیرنشین یک شهر، انسان‌ها دوباره در گروه‌هایی برای حفاظت و تهاجم سازماندهی می‌شوند و مفاهیمی مانند انتقام خشونت‌آمیز و حفاظت از ناموس دوباره اهمیت زیادی پیدا می‌کنند.
تئوری تجاوز به عنوان یک استراتژی تولید مثلی است که تکثیر فرزندان متجاوز را تسهیل می‌کند. چنین استراتژی ممکن است توسط مردانی اتخاذ شود که در غیر این صورت بعید است برای زنان جذاب باشد و بنابراین نمی‌توانند روابط قانونی برقرار کنند، یا توسط مردان با موقعیت بالا در مورد زنان آسیب‌پذیر اجتماعی که بعید است برای افزایش موفقیت باروری خود تلافی کنند، اتخاذ شودنظریه‌های اجتماعی زیست‌شناختی تجاوز جنسی بسیار بحث‌برانگیز هستند، زیرا نظریه‌های سنتی معمولاً تجاوز به عنف را یک سازگاری رفتاری نمی‌دانند و اعتراضاتی به این نظریه بر اساس اخلاقیات، زمینه‌های مذهبی، سیاسی و همچنین علمی وارد می‌شود.

### روان‌شناسی فرگشتی دین
دیدگاه‌های سازگاری‌گرایانه دربارهٔ ایمان نشان می‌دهد که رفتارهای مذهبی نیز مانند همه رفتارها، محصول مغز انسان است. مانند سایر عملکردهای اندام، ساختار عملکردی شناخت دارای یک پایه ژنتیکی است و بنابراین در معرض تأثیرات انتخاب طبیعی و انتخاب جنسی است. مانند سایر اندام‌ها و بافت‌ها، این ساختار عملکردی باید به‌طور جهانی در بین انسان‌ها مشترک باشد و باید مشکلات مهم بقا و تولید مثل را در محیط‌های اجدادی حل کند. با این حال، روانشناسان فرگشتی در مورد اینکه آیا اعتقاد مذهبی به احتمال زیاد نتیجه سازگاری‌های روانشناختی فرگشت یافته‌ یا اینکه محصول جانبی دیگر سازگاری‌های شناختی است، اختلاف نظر دارند.
به گفته رابین دانبار، استاد بازنشسته روان‌شناسی فرگشتی در دانشگاه آکسفورد، تنها با ظهور هومو ساپینس - انسان‌های مدرن از نظر تشریحی - در حدود ۲۰۰۰۰۰ سال پیش بود که دین بخشی از تجربه بشری شد.
محرک دین، توانایی‌های شناختی بسیار قوی‌تر انسان‌های خردمند و توانایی «ذهن‌سازی» بود - توانایی‌ای که نئاندرتال‌ها و سایر «هوموس‌ها» فقط در مقادیر متوسطی از آن برخوردار بودند. ذهنی‌سازی به انسان‌های خردمند این توانایی را داد که از ناشناخته‌ها سؤال کنند، این توانایی را داشته باشند که به آنچه در پشت سطح زندگی نهفته است فکر کنند، و دنیای دیگری موازی با دنیای ما - یک دنیای معنوی یا متعالی را تصور کنند. توانایی ذهنی کردن همچنین به ما توانایی انجام کارهای دیگر مانند خلق داستان یا انجام علم را می‌دهد. توانایی‌های ذهنی برتر انسان‌های خردمند به آن‌ها این امکان را می‌داد که گزاره‌های پیچیده را درک کنند و با همسفران خود درگیر بحث و گفتگو شوند که باعث ایجاد «دین اشتراکی» می‌شود، که از نظر دانبار جوهر دین است. این تجربه‌ها از طریق آیین‌ها، اسطوره‌ها، خلسه‌ها و احساس حضور دنیایی موازی با زندگی پس از مرگ و روابط با اجداد به اشتراک گذاشته شد. این مراسم مذهبی اندورفین را آزاد می‌کند که ما را قادر می‌سازد احساسات غوطه ور شدن شدید در آگاهی فراتر از خودمان را تجربه کنیم. این احساسات مبتنی بر اندورفین برای بقای دین مهم هستند، زیرا باعث می‌شوند که شما بخواهید برای دریافت بیشتر آن به دین وابسته باشید. اندورفین‌ها پیوند اجتماعی را تقویت می‌کنند و به عنوان یک داروی طبیعی سلامت شخصی را بهبود می‌بخشند. اولین مرحله دین، دنیای آنیمیسم بود که در آن ارواح در کوه‌ها، چشمه‌های آب، صخره‌ها و جاهای دیگر طبیعت وجود داشتند. همچنین متخصصان مذهبی مانند شمن بودند که می‌توانستند ما را از طریق این کیهان‌شناسی‌های موازی راهنمایی کنند. اما هیچ الهیات رسمی یا خدا یا راهب و کشیشی وجود نداشت. قوانین اخلاقی در آن زمان صرفاً اجتماعی بودند، نه مذهبی و نه از بالا. همه چیز با ظهور عصر نوسنگی و پایان آخرین عصر یخبندان، حدود ۱۰۰۰۰ سال پیش تغییر کرد. شمال آفریقا بسیار سرسبز و حاصلخیز بود. جمعیت به سرعت افزایش یافت. از آن زمان بود که مردم به عنوان بهترین حالت دفاعی شروع به زندگی در روستاها کردند. حرکت به سمت زندگی روستایی باعث رشد کشاورزی شد. . این همچنین دوره امپراتوری‌ها بود، مانند امپراتوری هاراپا (دوران اوج: ۲۶۰۰–۱۹۰۰ پیش از میلاد) در هند، امپراتوری هیتی‌ها (بین سال‌های ۱۷۰۰ تا ۱۲۰۰ قبل از میلاد) در خاور نزدیک، و فرهنگ حوضه بزرگ در چین باعث پیدایش «ادیان اعتقادی» شد که با آنها خدایان، راهبان، معابد و مناسک رسمی وجود دارد. احساس خدایی در آن بالا وجود داشت که به فعالیت‌های انسانی علاقه دارد، قربانی می‌خواست و انسان‌ها را مجازات می‌کند مگر اینکه قربانی کنند و به نظر می‌رسید که ادیان اعتقادی انسجام اجتماعی را تقویت کرده‌اند که مردم را قادر می‌سازد تا در تراکم‌های زیاد با آرامش نسبتاً مسالمت آمیز با هم زندگی کنند. سپس رویداد اقلیمی اواسط هولوسن در حدود ۴۲۰۰ سال پیش در سراسر جهان رخ داد. در اثر تغییرات آب و هوا همه چیز بسیار خشک‌تر و سردتر شد و در نتیجه صحراها ظاهر شدند. در طی حدود ۱۰۰۰ سال مهاجرت‌های گسترده و تحولات اجتماعی عظیمی رخ داد. همه این امپراتوری‌ها در همان زمان فروپاشیدند. این ما را به عصر محوری می‌رساند، زمانی که ادیان مدرن جهان ("ادیان وحیانی") در همان دوره زمانی، حدود ۲۰۰۰ تا ۳۰۰۰ سال پیش، در اطراف یک نوار عرضی یکسان ظهور کردند. آنها آیین کنفوسیوس، تائوئیسم، هندوئیسم، جینیسم، بودیسم، دین زرتشتی، یهودیت، مسیحیت، اسلام، دین مندایی و مانویان بودند. وجود این ادیان تلاشی برای ایجاد جمعیتی یکپارچه‌تر است. در اینجا ما مفهوم خدایان عالی اخلاقی را داریم. دانبار استدلال می‌کند که دین برای نوع بشر بسیار مفید بوده است. شواهد حاکی از آن است که افراد فعال مذهبی شادتر، از زندگی خود راضی‌تر، با اجتماعات خود بیشتر درگیر هستند، به افرادی که بیشتر در میان آنها زندگی می‌کنند اعتماد دارند، دوستان نزدیک بیشتری دارند، سالم‌تر هستند و عمر طولانی‌تری دارند. یکی از روندهای نگران‌کننده استفاده از هویت مذهبی برای ارتقای منافع سیاسی بوده است. دانبار استدلال می‌کند که با افزایش تصاعدی جمعیت در دوران نوسنگی و فراتر از آن، تأثیرات جمعیت بر روان‌شناسی توده‌ها دین به راحتی به درگیری تبدیل شد. این تا حد زیادی مسئول تاریخ هولناک خشونت ستیزه‌جویان بوده است که مشخصه همه ادیان بزرگ بدون استثنا در چند هزاره اخیر بوده است؛ بنابراین، در حالی که دین در سطح شخصی سودمند بوده است، توانایی آن در برانگیختن خشونت جمعیت علیه اعضای سایر ادیان همیشه یک مشکل بزرگ برای ادیان بوده و هنوز هم هست. دانبار استدلال می‌کند که یافتن شواهد قانع کننده‌ای که هر چیز دیگری می‌تواند جایگزین دین شود دشوار است، دین یک ویژگی عمیقاً انسانی است.

### روان‌شناسی ائتلافی
روان‌شناسی ائتلافی رویکردی برای تبیین رفتارهای سیاسی بین ائتلاف و شرط این رفتارها در دیدگاه روان‌شناختی فرگشتی است. این رویکرد فرض می‌کند که از زمانی که انسان‌ها روی زمین ظاهر شدند، به‌جای زندگی فردی به‌صورت گروهی فرگشت یافته‌اند تا به مزایایی مانند فرصت‌های بیشتر جفت‌گیری و افزایش موقعیت دست پیدا کنند. بنابراین انسان‌ها به‌طور طبیعی به گونه ای فکر و عمل می‌کنند که مدیریت و مذاکره کند پویایی گروه.
روان‌شناسی ائتلافی با ارائه پنج فرضیه در مورد نحوه عملکرد این سازگاری روانی پیش‌بینی قابل ابطال ارائه می‌کند:
- انسان‌ها گروه‌ها را به عنوان دسته‌ای خاص از افراد، ناپایدار و با سایه کوتاهی از آینده نشان می‌دهند
- کارآفرینان سیاسی محیط ائتلافی را به‌طور استراتژیک دستکاری می‌کنند، و اغلب برای الهام بخشیدن به کنش جمعی به ابزارهای احساسی مانند «خشم» متوسل می‌شوند.
- دستاوردهای نسبی بر روابط با دشمنان مسلط است، در حالی که دستاوردهای مطلق روابط با متحدان را مشخص می‌کند.
- اندازه ائتلاف و قدرت بدنی مردان به‌طور مثبت حمایت فردی از سیاست‌های خارجی تهاجمی را پیش‌بینی می‌کند.
- افراد دارای فرزند، به‌ویژه زنان، در اتخاذ سیاست‌های خارجی تهاجمی نسبت به افراد بدون فرزند متفاوت خواهند بود.

## استقبال و انتقاد
منتقدان روان‌شناسی فرگشتی آن را به ترویج جبر ژنتیکی، پان سازگاری‌گرایی (این ایده که همه رفتارها و ویژگی‌های تشریحی سازگار هستند)، فرضیه‌های غیرقابل ابطال، توضیحات دور یا نهایی رفتار در زمانی که توضیحات نزدیک برتر هستند و ایده‌های بدخواهانه سیاسی یا اخلاقی متهم می‌کنند.

### مفاهیم اخلاقی
منتقدان استدلال کرده‌اند که روان‌شناسی فرگشتی ممکن است برای توجیه سلسله مراتب اجتماعی موجود و سیاست‌های ارتجاعی استفاده شود. همچنین توسط منتقدان پیشنهاد شده‌است که نظریه‌ها و تفسیرهای روان‌شناسان فرگشتی از داده‌های تجربی به شدت بر فرضیات ایدئولوژی در مورد نژاد و جنسیت تکیه دارند.
در پاسخ به چنین انتقادی، روانشناسان فرگشتی اغلب نسبت به ارتکاب مغالطه طبیعت‌گرایانه هشدار می‌دهند – این فرض که «آنچه طبیعی است» لزوماً یک خیر اخلاقی است. با این حال، احتیاط آنها در برابر ارتکاب مغالطه طبیعت‌گرایانه به عنوان ابزاری برای خفه کردن بحث‌های اخلاقی مشروع مورد انتقاد قرار گرفته‌است.

### تضاد در مدل‌ها
برخی از انتقادات روان‌شناسی فرگشتی به تناقضات بین جنبه‌های مختلف سناریوهای سازگاری مطرح‌شده توسط روان‌شناسی فرگشتی اشاره دارد. یک مثال، مدل روان‌شناسی فرگشتی گروه‌های اجتماعی گسترده‌است که برای مغز انسان مدرن انتخاب می‌کنند، تناقض این است که عملکرد سیناپسی مغز انسان مدرن به مقادیر زیادی مواد مغذی خاص نیاز دارد، به طوری که چنین انتقالی به نیازهای بالاتر از مواد مغذی ضروری یکسان که توسط همه افراد در یک جمعیت مشترک است، امکان تشکیل گروه‌های بزرگ را به دلیل غذاهای تنگنا با مواد مغذی ضروری کمیاب که اندازه گروه را پوشش می‌دهند، کاهش می‌دهد. ذکر شده‌است که برخی از حشرات جوامعی با رتبه‌های متفاوت برای هر فرد دارند و میمون‌ها پس از حذف بیشتر مغز به عنوان استدلال‌های اضافی علیه مغزهای بزرگ که شبکه‌های اجتماعی را ترویج می‌کنند، از نظر اجتماعی فعالیت می‌کنند. مدل نرها به عنوان تأمین کننده و محافظ به دلیل عدم امکان حضور همزمان در دو مکان مورد انتقاد قرار می‌گیرد، نر نمی‌تواند هم از خانواده خود در خانه محافظت کند و هم همزمان برای شکار بیرون بیاید. در مورد این ادعا که یک مرد ارائه دهنده می‌تواند خدمات حفاظتی برای خانواده خود را با مبادله از مردان دیگر خریداری کند، منتقدان به این واقعیت اشاره می‌کنند که با ارزش‌ترین غذا (غذایی که حاوی کمیاب‌ترین مواد مغذی ضروری است) در اکولوژی‌های مختلف و به‌عنوان گیاهی در برخی مناطق جغرافیایی و در برخی مناطق حیوانی متفاوت است و شکار را غیرممکن می‌کند. سبک‌هایی که بر قدرت بدنی یا ریسک‌پذیری تکیه می‌کنند، ارزش جهانی مشابهی در مواد غذایی مبادله‌ای دارند و به جای اجتناب‌ناپذیر ساختن این امر که در برخی از مناطق آفریقا، غذای جمع‌آوری‌شده بدون نیاز به قدرت بدنی عمده، باارزش‌ترین چیز برای مبادله کالا برای محافظت باشد. تضاد بین ادعای روان‌شناسی فرگشتی مبنی بر اینکه مردان باید بیشتر از زنان بصری جنسی داشته باشند برای سرعت سریع ارزیابی باروری زنان نسبت به زنان برای ارزیابی ژن‌های مردانه و ادعای آن مبنی بر اینکه حسادت جنسی مردان در برابر خیانت محافظت می‌کند نیز اشاره می‌کند. اگر یک نر نیاز به ارزیابی خطر وجود یک جفت نر حسادت داشته باشد و در این صورت شانس او را برای شکست دادن او قبل از جفت‌گیری به هر حال ارزیابی کند، برای ارزیابی باروری زن بی‌معنی است (بیهوده ارزیابی سریعتر یک شرط ضروری از دیگری شرایط لازم را می‌توان احتمالاً ارزیابی کرد)

### مدل استاندارد علوم اجتماعی
روان‌شناسی فرگشتی درگیر مناقشات بزرگتر فلسفی و علوم اجتماعی مربوط به بحث سرشت و پرورش شده‌است. روانشناسان فرگشتی معمولاً روان‌شناسی فرگشتی را با آنچه که مدل استاندارد علوم اجتماعی می‌نامند، مقایسه می‌کنند. آنها مدل استاندارد علوم اجتماعی را به عنوان دیدگاه «لوح سفید»، «نسبی‌گرایی»، «ساخت‌گرایی اجتماعی» و «جبر فرهنگی» توصیف می‌کنند. مدل استاندارد علوم اجتماعی در طول قرن بیستم بر علوم اجتماعی تسلط داشت و تصور می‌کرد که ذهن تقریباً به‌طور کامل توسط فرهنگ شکل گرفته‌است.
منتقدان استدلال کرده‌اند که روانشناسان فرگشتی، بین دیدگاه خود و کاریکاتور مدل استاندارد علوم اجتماعی یک دوگانه جعلی ایجاد کردند.
منتقدان دیگر مدل استاندارد علوم اجتماعی را یک ابزارهای بلاغی یا مغالطه پهلوان‌پنبه می‌دانند. و نشان می‌دهد که دانشمندانی که روانشناسان فرگشتی آنها را با مدل استاندارد علوم اجتماعی مرتبط می‌کنند، معتقد نبودند که ذهن حالتی خالی و همچنین خالی از هر گونه استعداد طبیعی است.

### تقلیل گرایی و جبر
برخی از منتقدان روان‌شناسی فرگشتی را نوعی فروکاست‌گرایی و جبرگرایی زیستی ژنتیکی می‌دانند، یک انتقاد رایج این است که روان‌شناسی فرگشتی به پیچیدگی رشد و تجربه فردی نمی‌پردازد و در توضیح تأثیر ژن‌ها بر رفتار در موارد فردی ناکام است. چارچوب تعامل‌گرا که تصدیق می‌کند که بسیاری از سازگاری‌های روانی اختیاری هستند (به تغییرات محیطی در طول رشد فردی حساس هستند). این رشته عموماً بر تحلیل‌های نزدیک از رفتار متمرکز نیست، بلکه تمرکز آن بر مطالعه علیت دیستال/نهایی (فرگشت سازگاری‌های روان‌شناختی) است. حوزه ژنتیک رفتاری بر مطالعه تأثیر نزدیک ژن‌ها بر رفتار متمرکز است.

### آزمون پذیری فرضیه‌ها
نقد مکرر این رشته این است که فرضیه‌های روان‌شناسی فرگشتی غالباً خودسرانه هستند و آزمایش کافی دشوار یا غیرممکن است، بنابراین وضعیت آن به‌عنوان یک رشته علمی واقعی زیر سؤال می‌رود. به عنوان مثال، به این دلیل که بسیاری از صفات فعلی احتمالاً برای انجام کارکردهای متفاوت نسبت به حال حاضر فرگشت یافته‌اند. بنابراین، چون تعداد بی‌نهایتی از توضیحات جایگزین برای چرایی فرگشت یک صفت وجود دارد، منتقدان معتقدند که تعیین توضیح دقیق غیرممکن است. در حالی که آزمون فرضیه‌های روان‌شناسی فرگشتی دشوار است، روانشناسان فرگشتی ادعا می‌کنند که غیرممکن نیست. بخشی از نقد پایه علمی روان‌شناسی فرگشتی شامل نقد مفهوم محیط سازگاری فرگشتی است. بخشی از نقد پایه علمی روان‌شناسی فرگشتی شامل نقد مفهوم محیط سازگاری فرگشتی است. برخی از منتقدان استدلال کرده‌اند که پژوهشگران آنقدر اطلاعات کمی در مورد محیطی که «انسان خردمند» (هومو سَپییِنس) در آن فرگشت یافته‌ست، می‌دانند که توضیح ویژگی‌های خاص به عنوان سازگاری با آن محیط بسیار گمانه‌زنی می‌شود.
روانشناسان فرگشتی پاسخ می‌دهند که آنها چیزهای زیادی در مورد این محیط می‌دانند، از جمله حقایقی که اجداد انسان امروزی شکارچی-گردآورنده بودند، اینکه آنها عموماً در قبایل کوچک زندگی می‌کردند و غیره.
ادوارد هاگن استدلال می‌کند که محیط‌های گذشته بشر به‌عنوان دوره‌های کربنیفر یا ژوراسیک کاملاً متفاوت نبوده و گونه‌های جانوری و گیاهی آن دوران شبیه به محیط‌های دنیای مدرن هستند، همان‌طور که زمین‌شناسی و بوم‌شناسی نیز مشابه بود. هاگن استدلال می‌کند که تعداد کمی از اعضای دیگر در محیط سازگاری فرگشتی، فرگشت یافته‌اند (مثلاً ریه‌هایی که در یک فضای غنی از اکسیژن فرگشت می‌یابند) اما منتقدان این سؤال را مطرح می‌کنند که آیا محیط سازگاری فرگشتی مغز واقعاً قابل تشخیص است یا خیر، که او استدلال می‌کند که این امر بدبینی انتخابی است. هاگن همچنین استدلال می‌کند که بیشتر تحقیقات روان‌شناسی فرگشتی بر این واقعیت استوار است که زنان می‌توانند باردار شوند و مردان نمی‌توانند، که هاگن مشاهده می‌کند در محیط سازگاری فرگشتی نیز صادق است.
جان آلکاک  این را به عنوان «مشاهده بدون ماشین زمان» توصیف می‌کند، زیرا منتقدان استدلال می‌کنند که از آنجایی که امکان سفر در زمان به محیط سازگاری فرگشتی وجود ندارد، نمی‌توان تعیین کرد که در آنجا چه اتفاقی می‌افتد و بنابراین چه چیزی سازگار است. الکاک استدلال می‌کند که شواهد امروزی به پژوهشگران اجازه می‌دهد تا به‌طور معقولی در مورد شرایط محیط سازگاری فرگشتی مطمئن باشند و این واقعیت که بسیاری از رفتارهای انسانی در محیط «کنونی» سازگار هستند، دلیلی بر این است که محیط اجدادی انسان‌ها اشتراکات زیادی داشته‌است. با حال حاضر، زیرا این رفتارها در محیط اجدادی فرگشت یافته‌است؛ بنابراین جان آلکاک نتیجه می‌گیرد که پژوهشگران می‌توانند پیش‌بینی‌هایی را در مورد ارزش سازگاری صفات انجام دهند. به‌طور مشابه، «دومینیک مورفی» استدلال می‌کند که توضیح‌های جایگزین را نمی‌توان فقط ارسال کرد، بلکه در عوض به شواهد و پیش‌بینی‌های خود نیاز دارند - اگر یکی از توضیح‌ها پیش‌بینی‌هایی انجام دهد که بقیه نمی‌توانند، منطقی است که به آن توضیح اعتماد داشته باشیم. علاوه بر این، مورفی استدلال می‌کند که سایر علوم تاریخی نیز پیش‌بینی‌هایی دربارهٔ پدیده‌های مدرن انجام می‌دهند تا توضیحاتی در مورد پدیده‌های گذشته ارائه کنند، برای مثال، کیهان‌شناسان به دنبال شواهدی هستند برای آنچه که ما انتظار داریم در عصر مدرن ببینیم اگر انفجار بزرگ درست بود. در حالی که زمین شناسان پیش‌بینی‌هایی در مورد پدیده‌های مدرن انجام می‌دهند تا تعیین کنند که آیا یک سیارک دایناسورها را از بین برده‌است یا خیر. مورفی استدلال می‌کند که اگر سایر رشته‌های تاریخی می‌توانند بدون ماشین زمان آزمون‌ها را انجام دهند، پس این وظیفه بر عهده منتقدان است که نشان دهند چرا روان‌شناسی فرگشتی غیرقابل آزمون است، در صورتی که دیگر رشته‌های تاریخی غیرقابل آزمایش هستند، زیرا «روش‌ها باید در همه جا مورد قضاوت قرار گیرند، نه اینکه در یک زمینه برای تمسخر انتخاب شوند».

### پیمانه‌ای بودن ذهن
روانشناسان فرگشتی معمولاً فرض می‌کنند که ذهن نیز مانند بدن از بسیاری از سازگاری‌های مدولار فرگشت‌یافته تشکیل شده‌است،
اگرچه در این رشته در مورد درجه انعطاف‌پذیری عمومی یا «عمومی» برخی از ماژول‌ها اختلاف نظر وجود دارد. پیشنهاد شده‌است که ماژولاریت فرگشت می‌یابد، زیرا، در مقایسه با شبکه‌های غیر ماژولار، از نظر تناسب مزیتی را به ارمغان می‌آورد. زیرا هزینه‌های اتصال کمتر است.
در مقابل، برخی از دانشگاهیان استدلال می‌کنند که وجود ماژول‌های بسیار خاص حوزه غیرضروری است و پیشنهاد می‌کنند که آناتومی عصبی مغز از مدلی مبتنی بر توانایی‌ها و فرآیندهای عمومی حوزه بیشتر پشتیبانی می‌کند. علاوه بر این، پشتیبانی تجربی از نظریه دامنه خاص تقریباً به‌طور کامل ناشی از عملکرد در تغییرات عملکرد انتخاب واسون است که دامنه آن بسیار محدود است زیرا فقط یک نوع فرعی از استدلال قیاسی را آزمایش می‌کند.

### توسعه فرهنگی و نه ژنتیکی ابزارهای شناختی
روان‌شناس سیسیلیا هیس استدلال کرده‌است که تصویر ارائه شده توسط برخی روان‌شناسی فرگشتی از ذهن انسان به عنوان مجموعه ای از غرایز شناختی –  ارگان‌های فکری که توسط فرگشت ژنتیکی در دوره‌های زمانی بسیار طولانی شکل گرفته‌است با نتایج تحقیق مطابقت ندارد. او در عوض معتقد است که انسان‌ها ابزارهای شناختی «ارگان‌های فکری با هدف خاص» دارند که در مسیر رشد از طریق تعامل اجتماعی ساخته شده‌اند. نقدهای مشابهی توسط سوبرنا ای. اسمیت از دانشگاه نیوهمپشر بیان شده‌است.

### پاسخ توسط روانشناسان فرگشتی
روانشناسان فرگشتی بسیاری از منتقدان خود را مورد خطاب قرار داده‌اند (به عنوان مثال در کتاب‌های Segerstråle (2000)، (،
جروم بارکوف (۲۰۰۵)، و الکوک (2001)).
از جمله ردیه‌های آنها این است که برخی از انتقادات مغالطه پهلوان‌پنبه است، یا مبتنی بر ماهیت نادرست در مقابل دوگانگی پرورش یا بر اساس سوء تفاهم‌های اساسی از این رشته‌است.
رابرت کورزبان پیشنهاد کرد که "...منتقدان میدان، وقتی اشتباه می‌کنند، اندکی از نقطه نظرشان غافل نمی‌شوند. سردرگمی آنها عمیق است. اینطور نیست که تیراندازی باشند که نمی‌توانند کاملاً به مرکز هدف ضربه بزنند. آنها تفنگ را به معکوس و به سمت عقب نگه داشته‌اند. بسیاری به‌طور خاص برای اصلاح باورهای غلط اولیه نوشته‌اند.

## کتاب‌های روان‌شناسی فرگشتی در ایران
از جمله کتاب‌هایی که در زبان فارسی به طرح این مباحث پرداخته‌اند می‌توان به موارد زیر اشاره کرد:
1. روان‌شناسی فرگشتی – قدم اول. اثر دیلان اوانس. مترجم: نورالدین رحمانیان  انتشارات: شیرازه، ۱۳۸۰
2. بنیان‌های روان‌شناسی زیست‌بنیاد: (مبانی شناخت انسان). (۲۰جلد) اثر مایکل آیزنک. ترجمهٔ آرش حسینیان (ب. کوشا). نشر اینترنتی . 1387
3. فرگشت و رفتار انسان: اثر جان کارترایت. ترجمهٔ بهزاد سروری خراشاد. نشر جهاد دانشگاهی مشهد. ۱۳۸۷
4. روان‌شناسی فرگشتی: (۵جلد) اثر دیوید باس. ترجمهٔ آرش حسینیان. نشر اینترنتی. ۱۳۹۱ (چاپ مجدد نشر مثلث: 1394)
5. چهار بدفهمی در باب سرشت انسان: اثر کریستوفر رایان. کاسیلدا جتا. گروه مترجمان. نشر تلنگر، 1395
6. روان‌شناسی فرگشتی: اثر جان توبی. لدا کازمیدس. ترجمهٔ جواد حاتمی. هاشم صادقیه. نشر بینش نو. زمستان ۱۳۹۱
7. هوس‌های سرخ. (تألیف) اثر کوروش رستگار. نشر اینترنتی. ۱۳۹۲
8. تخت‌گاز ده‌هزارساله (۲جلد). اثر هنری هارپندینگ. گرگوری کوچران. ترجمهٔ آرش حسینیان. نشر اینترنتی ۱۳۹۳ (چاپ کاغذی:نشر تلنگر. 1396)
9. روان‌شناسی فرگشتی (۴جلد): اثر دانیل ورکمن. ویل ریدر. ترجمهٔ آرش حسینیان. نشر تلنگر ۱۳۹۶
10. تحلیل فرگشتی نظام‌های جفتی انسان:(۲جلد) اثر دیوید باراش. ترجمهٔ آرش حسینیان، ۱۳۹۷
11. روان‌شناسی فرگشتی ویراست ششم(۲۰۱۹): نوشتهٔ دیوید باس، ترجمهٔ سروش نجف زاده و علیرضا نجف زاده(۱۳۹۹)

## برای مطالعهٔ بیشتر
- Buss, D. M. (1995). "Evolutionary psychology: A new paradigm for psychological science" (PDF). Psychological Inquiry. 6: 1–30. doi:10.1207/s15327965pli0601_1.
- Confer, J.C.; Easton, J.A.; Fleischman, D.S.; Goetz, C. D.; Lewis, D.M.G.; Perilloux, C.; Buss, D. M. (2010). "Evolutionary Psychology: Controversies, Questions, Prospects, and Limitations" (PDF). American Psychologist. 65 (2): 110–26. CiteSeerX 10.1.1.601.8691. doi:10.1037/a0018413. PMID 20141266.
- Cosmides, Leda; Tooby, John (2008). "Evolutionary Psychology".  In Hamowy, Ronald (ed.). Evolution Psychology. The Encyclopedia of Libertarianism. Thousand Oaks, CA: انتشارات سیج; مؤسسه کیتو. pp. 158–61. doi:10.4135/9781412965811.n99. ISBN 978-1-4129-6580-4. LCCN 2008009151. OCLC 750831024.
- Heylighen F. (2012). "Evolutionary Psychology", in: A. Michalos (ed.): Encyclopedia of Quality of Life Research (Springer, Berlin).
- Kennair, L. E. O. (2002). "Evolutionary psychology: An emerging integrative perspective within the science and practice of psychology". Human Nature Review. 2: 17–61.
- Medicus, G. (2005). "Evolutionary Theory of Human Sciences". pp. 9, 10, 11. Retrieved 8 September 2009.
- Gerhard Medicus (2015). Being Human – Bridging the Gap between the Sciences of Body and Mind. Berlin: VWB شابک ‎۹۷۸-۳-۸۶۱۳۵-۵۸۴-۷
- Oikkonen, Venla: Gender, Sexuality and Reproduction in Evolutionary Narratives. London: Routledge, 2013. شابک ‎۹۷۸-۰-۴۱۵-۶۳۵۹۹-۸

### جوامع دانشگاهی
- Human Behavior and Evolution Society; international society dedicated to using evolutionary theory to study human nature
- The International Society for Human Ethology; promotes ethological perspectives on the study of humans worldwide
- European Human Behaviour and Evolution Association an interdisciplinary society that supports the activities of European researchers with an interest in evolutionary accounts of human cognition, behavior and society
- The Association for Politics and the Life Sciences; an international and interdisciplinary association of scholars, scientists, and policymakers concerned with evolutionary, genetic, and ecological knowledge and its bearing on political behavior, public policy and ethics.
- Society for Evolutionary Analysis in Law a scholarly association dedicated to fostering interdisciplinary exploration of issues at the intersection of law, biology, and evolutionary theory
- The New England Institute for Cognitive Science and Evolutionary Psychology aims to foster research and education into the interdisciplinary nexus of cognitive science and evolutionary studies
- The NorthEastern Evolutionary Psychology Society; regional society dedicated to encouraging scholarship and dialogue on the topic of evolutionary psychology
- Feminist Evolutionary Psychology Society researchers that investigate the active role that females have had in human evolution

### مجله‌ها
- Evolutionary Psychology – free access online scientific journal
- Evolution and Human Behavior – journal of the Human Behavior and Evolution Society
- Evolutionary Psychological Science - An international, interdisciplinary forum for original research papers that address evolved psychology. Spans social and life sciences, anthropology, philosophy, criminology, law and the humanities.
- Politics and the Life Sciences – an interdisciplinary peer-reviewed journal published by the Association for Politics and the Life Sciences
- Human Nature: An Interdisciplinary Biosocial Perspective – advances the interdisciplinary investigation of the biological, social, and environmental factors that underlie human behavior. It focuses primarily on the functional unity in which these factors are continuously and mutually interactive. These include the evolutionary, biological, and sociological processes as they interact with human social behavior.
- Biological Theory: Integrating Development, Evolution and Cognition – devoted to theoretical advances in the fields of biology and cognition, with an emphasis on the conceptual integration afforded by evolutionary and developmental approaches.
- Evolutionary Anthropology
- Behavioral and Brain Sciences – interdisciplinary articles in psychology, neuroscience, behavioral biology, cognitive science, artificial intelligence, linguistics and philosophy. About 30% of the articles have focused on evolutionary analyses of behavior.
- Evolution and Development – research relevant to interface of evolutionary and developmental biology
- The Evolutionary Review – Art, Science, and Culture

### ویدئوها
- Brief video clip from the "Evolution" PBS Series
- TED talk بایگانی‌شده  در ۲۲ اکتبر ۲۰۱۱ توسط Wayback Machine by Steven Pinker about his book لوح سپید
- RSA talk by evolutionary psychologist Robert Kurzban on modularity of mind, based on his book Why Everyone (Else) is a Hypocrite
- Richard Dawkins' lecture on natural selection and evolutionary psychology
- Evolutionary Psychology – Steven Pinker & Frans de Waal Audio recording
- Stone Age Minds: A conversation with evolutionary psychologists Leda Cosmides and John Tooby
- Margaret Mead and Samoa. Review of the nature versus nurture debate triggered by Mead's book "Coming of Age in Samoa."
- "Evolutionary Psychology", In Our Time, BBC Radio 4 discussion with Janet Radcliffe Richards, Nicholas Humphrey and Steven Rose (۲ نوامبر ۲۰۰۰)